# Red Hot Chili Peppers
Ne doit pas être confondu avec Red Hot Chilli Pipers.
Pour leur premier album, voir The Red Hot Chili Peppers (album).
Les Red Hot Chili Peppers (prononcé en anglais : [ɹɛd hɑt ˈtʃɪli ˈpɛpəz]) sont un groupe de funk rock américain, originaire de Los Angeles, en Californie, actif depuis 1982. La formation actuelle s'articule autour des membres fondateurs et amis d'enfance Anthony Kiedis (chant) et Flea (basse), auxquels se joignent en 1988 Chad Smith (batterie) et John Frusciante (guitare) qui, après avoir quitté le groupe à deux occasions, le rejoint une troisième fois en 2019. La musique des Red Hot Chili Peppers se caractérise par le mélange de plusieurs genres musicaux, tels le funk rock, le rock alternatif, le funk metal et le rap rock. Les Red Hot Chili Peppers adoptent dès leurs débuts une identité artistique forte qui fait la renommée du groupe : des prestations scéniques considérées comme énergiques et magistrales, une technicité et une virtuosité instrumentales, ainsi que des textes profonds sur des thèmes comme l'amitié, l'amour, la sexualité, la dépression, le deuil et la dépendance.
En 1983, le quatuor signe un premier contrat avec EMI Records. Cependant, les membres fondateurs Hillel Slovak (guitare) et Jack Irons (batterie) sont parallèlement engagés avec le groupe What Is This?, et sont respectivement remplacés par Jack Sherman et Cliff Martinez pour la sortie du premier album The Red Hot Chili Peppers en 1984. Après la dissolution de What Is This?, le groupe réintègre ses membres originels et enregistre Freaky Styley (1985) puis The Uplift Mofo Party Plan (1987). En 1988, Hillel Slovak meurt d'une surdose d'héroïne. Jack Irons fait une dépression et quitte le groupe. John Frusciante, alors simple fan des Red Hot Chili Peppers, est engagé pour remplacer Slovak, tandis que Chad Smith officie en tant que nouveau batteur. Dès 1989, le groupe enregistre Mother's Milk, qui lui confère une notoriété internationale. En 1991, le quatuor change de label pour Warner Bros Records et entame une longue collaboration avec le producteur Rick Rubin. Le groupe atteint la consécration avec la sortie de l'album Blood Sugar Sex Magik (1991) et ses cinq singles, dont Give It Away, Under the Bridge et Suck My Kiss qui le propulsent sur des scènes à travers le monde. La tournée qui s'ensuit est marquée par le départ de John Frusciante, qui ne supporte pas cette notoriété soudaine et sombre dans la toxicomanie. Dave Navarro lui succède pour l'enregistrement de son unique album avec le groupe, One Hot Minute, en 1995.
Après plusieurs années de dépendances aux drogues dures, John Frusciante se soigne et réintègre les Red Hot Chili Peppers en 1998. Ils enregistrent sitôt après Californication (1999). L'album est un nouveau succès international pour le groupe. La réussite se confirme pour les Californiens, qui alternent entre tournées mondiales et albums à succès. Malgré des tensions durant sa production, By The Way (2002) est un album plus mélodique et léger que son prédécesseur. Le premier double album du groupe, Stadium Arcadium (2006), marque par une production très soignée. En 2007, après une tournée longue et intense, les membres du groupe décident de prendre une longue pause.
Pendant ce temps d'arrêt, John Frusciante quitte de nouveau les Red Hot Chili Peppers pour se consacrer à la musique électronique. Il est remplacé par son ami proche et collaborateur Josh Klinghoffer, déjà guitariste de tournée du groupe. Le dixième album du groupe, I'm With You (2011), ouvre une nouvelle ère musicale pour le groupe, la guitare de Klinghoffer étant moins mise en avant et Flea s'essayant au piano. Le groupe est intronisé au Rock and Roll Hall of Fame en 2012. En 2015, après vingt-cinq années de travail avec Rick Rubin, la production de l'album The Getaway (2016) est confiée à Danger Mouse.
Le 15 décembre 2019, le groupe annonce le départ de Josh Klinghoffer après dix années de collaboration, alors que l'écriture d'un troisième album avec lui est bien avancée. John Frusciante réintègre la formation pour la troisième fois et le groupe profite de la pandémie de Covid-19 pour enregistrer les titres qui composeront Unlimited Love (2022) et Return of the Dream Canteen (2022), signant également le retour de Rick Rubin comme producteur.
En 2019, les Red Hot Chili Peppers comptent plus de 77 millions de disques vendus de par le monde et totalisent plus de 5,6 milliards de streams sur Spotify,.

## Biographie

### Prémices (avant 1982)

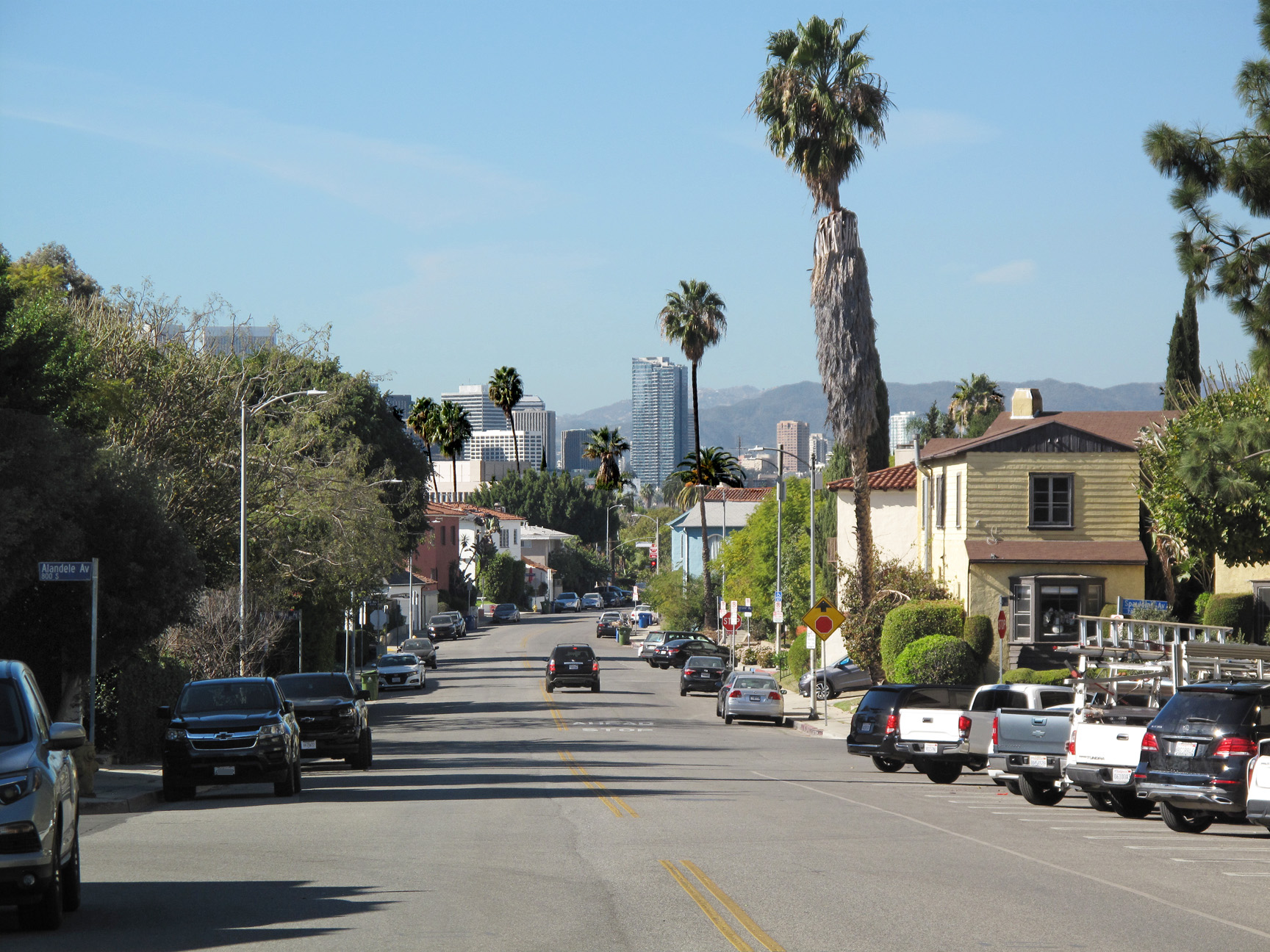
Les quatre membres fondateurs des Red Hot Chili Peppers se rencontrent au lycée à Los Angeles, en Californie.

Jack Irons naît en 1962 à Los Angeles, en Californie, et est issu d'un foyer juif. Il développe très vite un intérêt pour la batterie et, en 1975, se lie d'amitié avec Hillel Slovak, également juif, alors qu'ils fréquentent tous deux l'école Bancroft Junior High. Slovak, né en 1962 à Haïfa, en Israël, déménage à New York avec sa famille en 1967 alors qu'éclate la Guerre des Six Jours dans son pays natal, puis s'installe peu de temps après à Los Angeles. Inspiré par Jimi Hendrix, le garçon commence à jouer de la guitare à treize ans, après avoir reçu l'instrument à sa fête d'anniversaire où Irons est présent. Slovak et Irons deviennent de grands admirateurs du groupe de rock Kiss, au point d'interpréter les titres du groupe dans le même accoutrement extravagant que les New-Yorkais.
À Bancroft Junior High étudie également le jeune Michael Balzary. Né en 1962 à Burwood, en Australie, il déménage avec sa famille à New York, aux États-Unis, à l'age de cinq ans. En 1971, ses parents Mick et Patricia se séparent lorsque sa mère rencontre Walter Urban Jr., un bassiste de jazz, avec qui elle se remarie peu de temps après le départ de Mick, reparti pour l'Australie. Urban Jr. se révèle être un homme extrêmement violent, alcoolique et dépendant à l'héroïne, qui terrifie le jeune Michael, qui en développera des troubles qu'il garde encore aujourd'hui. Malgré tout, Balzary découvre le monde de la musique par le prisme de son beau-père et est émerveillé par le talent du musicien et de ses amis, avec qui sont organisées de régulières sessions de jam. Il décide d'apprendre la trompette et est capable de jouer en suivant son beau-père lorsque la famille déménage à Los Angeles en 1973. Les idoles de Balzary, qui à l'époque n'a aucun intérêt pour le rock, sont des musiciens de jazz tels que Miles Davis et Louis Armstrong. Balzary s'essaye aux drogues dès l'age de onze ans, et, à cette même période, adopte le surnom de Flea (puce) à cause de sa nature agitée et sa petite stature : « J’ai toujours été un jeune homme spastique, sautillant et sauvage », déclare-t-il,.
De l'autre côté des États-Unis, Anthony Kiedis naît en 1962 et grandit à Grand Rapids, dans le Michigan. Après avoir vécu deux ans à Los Angeles, ses parents se séparent en 1967 et son père reste en Californie. Le jeune Kiedis déménage chez son père en 1973, à l'age de onze ans. Ce dernier, John Kiedis, dit Blackie Dammett, à l'ambition d'être acteur mais opère surtout en tant que dealer de cocaïne et de méthaqualone, notamment auprès des stars qui fréquentent les boîtes de nuit de Los Angeles. Dammett étant souvent absent, Anthony Kiedis devient vite indépendant mais il s'engage malgré lui dans les mêmes pratiques perverses que son père : à douze ans, Dammett lui a déjà enseigné son appétence pour les femmes, lui a fait goûter à son premier joint et lui a offert que sa propre petite amie le dépucèle.
Irons, Slovak, Balzary et Kiedis intègrent tous les quatre l'école Fairfax High School en 1977, alors que les parents de Slovak se séparent. Ce dernier forme son premier groupe, appelé Chain Reaction mais vite renommé Anthym, avec Irons à la batterie et ses nouveaux amis Alain Johannes et Todd Strasman.
En 1978, Anthony Kiedis croise le chemin de Flea pour la première fois et, pensant qu'il harcèle un de ses amis, le menace de représailles,. Les deux jeunes hommes ont des caractères bien opposés : Kiedis est extraverti et aime se faire remarquer des élèves de Fairfax High, tandis que Balzary est un enfant calme et « terrifié par les filles ». Malgré tout, les musiciens décrivent une « connexion instantanée ». Après avoir été assis côte à côte pour leurs cours de conduite, ils deviennent rapidement inséparables et évitent au mieux leurs figures paternelles pour vagabonder ensemble.
« Quelques mois » après avoir rencontré Flea, Slovak et Irons jouent avec leur groupe Anthym sur le campus de Fairfax High lorsque Kiedis assiste à leur performance. S'il juge les inspirations du groupe dépassées, il reconnaît le talent des musiciens et débute une amitié avec Slovak. Flea et Slovak développent quant à eux une relation étroitement liée à la musique : ce dernier offre à Flea l'opportunité de rejoindre Anthym s'il apprend à jouer de la guitare basse. Flea s'investit alors pleinement dans la pratique de l'instrument, recevant des leçons de la part de Slovak et progressant rapidement en autodidacte. Il dit avoir joué son premier concert seulement deux semaines après avoir pris en main l'instrument pour la première fois. Dès 1978, la popularité du groupe dépasse le cadre du campus et Anthym se produit dans de petites salles de Los Angeles. Kiedis, Flea et Slovak forment alors un trio d'amis étroitement unis, favorisé par des expériences de vie similaires : des parents divorcés, une même passion pour la musique et une convoitise croissante pour les drogues.
Diplômés à l'été 1980, Flea et Slovak ne poursuivent pas leurs études à l'université, tandis que Kiedis est accepté à l'Université de Californie à Los Angeles en science politique. Il est néanmoins peu studieux, ne participant qu'au cours d'écriture, et laisse tomber ses études au bout d'un an. Kiedis et Flea emménagent ensemble dans un appartement près de Santa Monica Boulevard avant de rejoindre un immeuble sur Wilton Avenue avec Slovak, et vivent de petits boulots et de vol à l'étalage. Flea propose alors à Kiedis, qui aime attirer l'attention et danser frénétiquement, de s'impliquer auprès d'Anthym en tant que chauffeur de salle, précédant les performances de ses amis,. Anthym change de nom pour What Is This?. En 1982, Flea quitte le groupe pour jouer dans le groupe de punk hardcore Fear, ce qui fragilise momentanément sa relation avec Slovak.

### Formation et émergence sur la scène californienne (1982-1988)

#### Premiers concerts
L'artiste expérimental et ami du groupe Gary Allen invite les quatre amis à jouer en première partie du concert de lancement de son premier EP, In White America (This Hollow Valley Broken Jaw of Our Lost Kingdom),. Remarquant le potentiel du jeune Anthony Kiedis, il insiste pour que le futur chanteur, alors totalement étranger au rôle de parolier, prenne le microphone,. Le groupe n'a, à « quelques jours » de l'évènement, aucune chanson à jouer.
Si les capacités des trois musiciens sont confirmées, inclure Anthony Kiedis au groupe les rend dubitatifs. Inspiré par Grandmaster Flash and the Furious Five, le futur chanteur écrit des paroles qu'il compte rapper. Il y parle de « ses amis hauts en couleurs et de ses escapades nocturnes et endiablées ». Les musiciens choisissent de diverger du style de leur groupe What Is This? et composent une musique aux inspirations punk et funk, comprenant un solo de guitare basse, un de guitare électrique et un segment a cappella. Les futurs Red Hot Chili Peppers viennent de composer leur première chanson, Out in L.A..
L'évènement organisé par Gary Allen se tient le 16 décembre 1982, à la Grandia Room, une boîte de nuit de Los Angeles. Dans les années 1980 s'y tient, chaque jeudi soir de 22 h à 2 h, le Rhythm Lounge : cette manifestation nocturne organisée par la discothèque propose des musiques « principalement funk, soul rap et une nouvelle espèce de funk électronique », des sonorités encore underground à cette époque. Pour cette performance, le groupe ne possède vraisemblablement pas encore de nom puisqu'on ne retrouve sa trace sur aucun tract publicitaire. Sans introduction, le groupe monte sur scène, joue avec « éruption » son unique chanson et laisse son audience d'une trentaine de personnes « complètement stupéfaite et sans voix », selon Anthony Kiedis. Le gérant de la salle, Salomon Emquies, repère l'énergie et l'aisance du jeune groupe et leur propose de venir jouer deux semaines plus tard avec une nouvelle chanson.
La deuxième performance du groupe se tient le 30 décembre 1982, les Californiens y jouent Out in L.A. ainsi que leur nouvelle chanson, Get Up and Jump. S'il a maintes fois été rapporté, notamment par Kiedis et Flea, que le groupe porte à cette époque le nom de Tony Flow and the Miraculously Majestic Masters of Mayhem, la formation est créditée comme The Flow sur le tract publicitaire. Kiedis écrit qu'« après ce deuxième concert, [le groupe] réalisa que c’était trop amusant pour abandonner ». Les quatre amis jouent une dernière fois sous le nom de The Flow à la Grandia Room le 6 janvier 1983. Pour leur quatrième concert, qui se tient à la discothèque Cathay de Grande le 4 mars 1983, ils adoptent finalement le nom de Red Hot Chili Peppers,.
L'engouement autour du groupe progresse très rapidement autour d'Hollywood, et ce dès les premiers concerts. Flea se souvient : « On ne savait même pas ce qu'on faisait, […] on a commencé à jouer et ça a explosé. La musique était inouïe. Personne ne faisait ça. ». En quelques mois, leur répertoire comporte déjà une dizaine de titres originaux qui sont entrecoupés de chants a cappella pendant les performances. En mai 1983, les Red Hot Chili Peppers obtiennent une première opportunité en studio : ils enregistrent les démos de ces titres au Studio 9 Sound Labs avec l'aide de leur ami Spit Stix (en),. Kiedis et Flea considèrent encore que les bandes produites ce jour-là constituent « le meilleur truc [qu'ils aient] jamais enregistré ». En 2003, cinq de ces démos trouvent leur place sur la réédition de The Red Hot Chili Peppers (1984) en tant que pistes bonus.
Le 3 juillet 1983, au Kit Kat Club, les Red Hot Chili Peppers performent pour la première fois le numéro des « socks on cocks » (chaussettes sur la quéquette), un acte célèbre qu'ils perpétuent jusqu'en 2000 : le public étant plus concentré sur les danseuses du cabaret que sur les musiciens, les Californiens reviennent sur scène pour le rappel en ne portant qu'une chaussette pour couvrir leur pénis,. À ce même concert, les musiciens rencontrent le promoteur Lindy Goetz (en), qui devient peu de temps après le manager du groupe.

#### Remaniement etThe Red Hot Chili Peppers(1984)
Grâce à leurs performances scéniques, les Red Hot Chili Peppers reçoivent alors plus d'attention que What Is This?, malgré les années d'ancienneté de ce dernier. La situation devient difficile à vivre pour Hillel Slovak et Jack Irons, qui ont du mal à accepter que ce qui ne devait être qu'une performance risible surpasse en popularité le groupe dans lequel ils voient leur avenir. Début novembre 1983, après des mois de travail, Goetz obtient pour le groupe un contrat de sept albums en sept ans chez Enigma, une filiale d'EMI. Au même moment, What Is This? signe un contrat auprès du label MCA. Slovak et Irons aimeraient continuer à jouer dans les deux groupes, mais Alain Johannes les convainc que la professionnalisation des deux formations rendrait leur position bien plus compliquée. Loyaux, les deux musiciens quittent les Red Hot Chili Peppers pour s'investir pleinement dans leur groupe de lycée. En 2003, Flea révèle qu'un compromis aurait pu être trouvé et que le groupe « aurait pu garder [Slovak et Irons] pour enregistrer le premier album ».

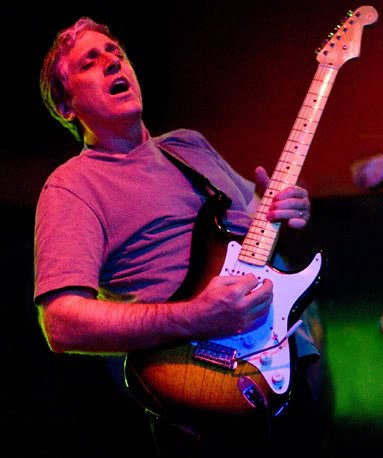
Jack Sherman (ici en 2010) est le guitariste des Red Hot Chili Peppers pour l'enregistrement de leur premier album.

Si Kiedis est « dégouté » par cette nouvelle inattendue, Flea est plus pragmatique : il pense immédiatement à son ami Cliff Martinez, qui fut notamment batteur pour Captain Beefheart, pour remplacer Irons. À la recherche d'un nouveau guitariste, les Red Hot Chili Peppers publient une annonce dans l'édition du 17 novembre 1983 du LA Weekly. Après avoir auditionné « des dizaines de guitaristes », le groupe engage Jack Sherman. Le nouveau guitariste se souvient de plusieurs sessions de jam « intenses » avec Flea ayant mené à son recrutement. Avec leurs nouveaux musiciens, les Red Hot Chili Peppers enregistrent de nouvelles démos aux Bijou Studios au début de l'année 1984, bien que peu d'informations soient connues sur ces enregistrements.
Enigma amorce alors la production du premier album des Red Hot Chili Peppers et demande aux musiciens de nommer un producteur. Kiedis et Flea s'accordent immédiatement sur Andy Gill, guitariste du groupe de rock britannique Gang of Four, car les deux jeunes hommes sont de grands admirateurs des deux premiers albums du groupe, Entertainment! (1979) et Solid Gold (1981),. Le groupe espère alors réaliser un album capturant fidèlement l'énergie qu'ils délivrent sur scène.
Les Red Hot Chili Peppers entrent aux Eldorado Studios (en), au cours du mois de mars 1984. L'enregistrement de l'album tourne cependant vite à la catastrophe. Kiedis et Flea, qui n'ont aucune expérience en studio, ont tout le mal du monde à comprendre le rôle du producteur. Gill est plus intéressé par les compositions funk comme Mommy, Where's Daddy? que par les titres de « surf punk super rapides » tels que Police Helicopter. Selon le producteur, l'élément funk « s'est retrouvé bien plus mis en avant que ce que le groupe imaginait ». Kiedis reproche à Gill de ne pas avoir fait l'effort de « comprendre l'esthétique musicale et l'idéologie » des Red Hot Chili Peppers. Les divergences causent de nombreuses altercations entre les artistes et le producteur, favorisées par des tempéraments diamétralement opposés : les Californiens, au mode de vie festif et agressif, ne s'entendent pas avec le calme et la tenue de ce Britannique de classe moyenne. Durant ces querelles, Kiedis et Flea font preuve d'une extrême violence verbale à l'encontre du producteur, l'insultant et lui criant au visage, tandis que Gill reste calme et professionnel. Les relations entre Kiedis et Flea et le nouveau guitariste Sherman commencent à se détériorer lorsque ce dernier prend parti pour Gill. Selon le producteur, la plupart des pistes de guitare sont enregistrées sans la présence de Kiedis et Flea, pour éviter qu'ils ne gâchent les enregistrements avec leur humeur explosive. S'il apprécie les nouvelles compositions écrites avec Sherman, Kiedis se dit « terriblement déçu » du résultat du mixage des titres écrits par Slovak. Le groupe quitte le studio en avril 1984. En 2023, Flea révèle toujours « regretter la façon dont [le groupe] a fait l'album », ajoutant qu'il aimerait avoir l'opportunité de le réenregistrer.
Le premier album des Red Hot Chili Peppers, intitulé sobrement The Red Hot Chili Peppers, est publié le 10 août 1984. Les premières critiques de l'album, provenant presque exclusivement de la presse underground de Los Angeles, sont négatives. Flea passe une audition pour intégrer Public Image Limited, sur invitation de son initiateur John Lydon, ex-Sex Pistols. Cependant, alors premier choix du chanteur britannique, le bassiste se ravise et préfère rester au sein du groupe californien. Selon Gill et Martinez, Sherman introduit Kiedis et Flea à George Clinton à cette même période : leader des groupes Parliament et Funkadelic, Clinton est un pionnier dans l'élaboration du funk et, très vite, une nouvelle inspiration pour le duo d'amis.
Les Red Hot Chili Peppers entament alors leur première véritable tournée : entre le 4 août 1984 et la mi-février 1985, les Californiens jouent plus de soixante-quinze concerts durant le The Red Hot Chili Peppers Tour,,. À l'hiver 1984, le groupe s'évade enfin de sa Californie natale et joue dans tous les États-Unis,. D'après Sherman, au tout début de l'année 1985, le groupe enregistre des démos pour un second album aux EMI Studios, sans la présence du chanteur, en proie à sa toxicomanie croissante.
Kiedis et Flea, qui rendent la vie dure à Sherman depuis son recrutement, ne supportent plus sa personnalité et ses manières. Il est évident pour les deux amis que le guitariste ne sera jamais à son aise au sein du groupe. Les derniers concerts prévus ayant été assurés, Sherman se voit congédier dans la seconde moitié du mois de février 1985,.

#### Retour de Slovak etFreaky Styley(1985)

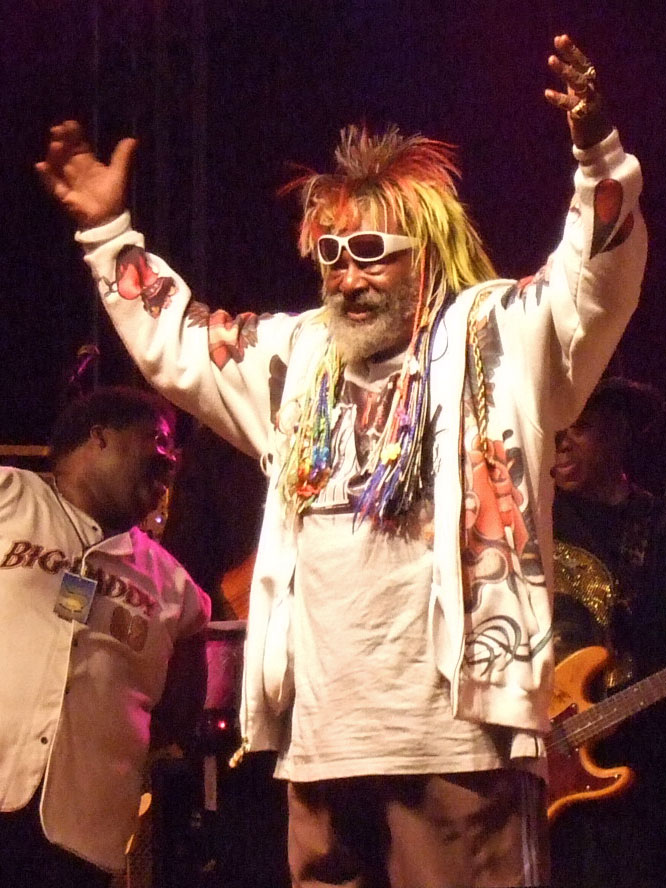
George Clinton (ici en 2007) produit le second album des Red Hot Chili Peppers, Freaky Styley (1985 en musique).

Kiedis et Flea incitent leur meilleur ami Slovak à reprendre sa place au sein des Red Hot Chili Peppers. Ce dernier est divisé mais réalise vite que les Red Hot Chili Peppers accorderaient plus de liberté à sa créativité, là où, au sein de What Is This?, la composition musicale est principalement menée par Johannes. À la fin février 1985, Slovak se décide à quitter What Is This? et à rejoindre les Red Hot Chili Peppers. Kiedis et Flea s'organisent un court séjour au Mexique où ils enregistrent, à deux, des démos de titres écrits avec Sherman. Lorsqu'Enigma demande au groupe de nommer un producteur pour leur second album, les Red Hot Chili Peppers proposent le poste à leur nouvelle idole et parrain du funk, George Clinton. Ce dernier accepte, à la plus grande surprise des musiciens, après avoir écouté le premier album du groupe et la bande démo des nouvelles chansons. Flea et Goetz se rendent à Détroit, dans le Michigan, pour faire plus ample connaissance avec l'extravagant producteur.
En mars 1985, la pré-production de l'album débute et les Red Hot Chili Peppers emménagent dans la grande demeure de Clinton, une ferme de Brooklyn dans le Michigan,. Le groupe aménage un espace de répétition dans le salon du producteur et y commence l'enregistrement de démos et de pistes de base. Au bout d'« environ une semaine », les musiciens investissent une maison près du lac Wabeek, à Bloomfield Township dans la banlieue de Detroit, pour y résider. Ils continuent l'enregistrement des démos au studio Detroit On Parade. Les Red Hot Chili Peppers entrent finalement aux studios United Sound (en) le 8 avril 1985. L'ambiance y est bien plus décontractée que durant les sessions d'enregistrement du premier album, notamment grâce à l'amitié très forte liant les trois membres fondateurs. Contrairement aux pratiques de Gill, l'usage de drogues, en particulier de cannabis, y est continue. Kiedis découvre à ce même moment la dépendance à l'héroïne de son ami Slovak. Concluant l'enregistrement de l'album en mai 1985, les Red Hot Chili Peppers sont satisfaits de leur travail. Si Flea concède que l'album est « trop funky pour les radios [des populations] blanches, trop punk pour les radios [des populations] noires », il considère que le groupe avance dans la bonne direction.
Le deuxième album des Red Hot Chili Peppers, Freaky Styley, sort le 16 août 1985. Les critiques montrent plus d'intérêt pour cet album et les commentaires sont relativement favorables. Goetz se décide à introduire le groupe au marché européen et le titre Hollywood (Africa) est choisi comme premier single du groupe à être publié au Royaume-Uni. Pourtant, l'engouement du public reste tout autant modéré qu'à l'égard du premier album : après un an de commercialisation, Freaky Styley enregistre autant de disques vendus, environ 75 000 copies, que The Red Hot Chili Peppers.
Les Red Hot Chili Peppers jouent leur premier concert hors des États-Unis le 17 août 1985 au Loreley Open Air Festival, à Saint-Goarshausen en Allemagne de l'Ouest. Entre septembre 1985 et mars 1986, le groupe parcourt les États-Unis et joue près de 90 dates dans le cadre de l'Infinity Tour,,. Durant cette tournée, la santé de Slovak commence à se dégrader à cause de sa toxicomanie élevée.
En février 1986, les Red Hot Chili Peppers enregistrent le titre Set It Straight, présent sur la bande originale du film Coup double (1986) dans lequel ils font une courte apparition.
En avril 1986, les musiciens se retrouvent au studio Master Control pour enregistrer des démos de nouveaux titres, sous la supervision de Keith Levene. La moitié du budget alloué à l'enregistrement de ses démos sert à financer l'achat de drogues. Pour Kiedis et Flea, Martinez semble depuis un certain temps se lasser de sa présence au sein de la formation : le batteur est mécontent de la direction musicale prise par le groupe et sa consommation de drogues est bien moindre que celle des trois amis d'enfance. Début mai 1986, l'Infinity Tour amène les Red Hot Chili Peppers à jouer pour la première fois au Canada. Dans les jours suivant le concert du 10 mai 1986 à Calgary, dernier des dates canadiennes, Flea congédie Martinez,. Si le musicien a du mal à accepter la nouvelle, avouant plus tard une rancœur de plusieurs années à l'encontre des trois amis, il reconnaît désormais qu'« [il avait] perdu l'intérêt dans la musique et la vie de groupe [et qu']ils avaient eu raison de [le] virer ».

#### Retour de Jack Irons etThe Uplift Mofo Party Plan(1987)
Flea contacte alors Jack Irons pour lui proposer de reprendre sa place au sein des Red Hot Chili Peppers. Irons, qui ne se sent plus à son aise en tant que membre de What Is This?, accepte volontiers. Soucieux de conclure le travail entamé avec son groupe de lycée, Irons ne remonte pas sur scène avec les Red Hot Chili Peppers avant août 1986 : Chuck Biscuits, batteur de punk hardcore et ancien membre de D.O.A., Circle Jerks et Black Flag, assure le remplacement du futur batteur pour cinq performances entre mai et juin 1986.
Les Red Hot Chili Peppers investissent un espace de répétition situé au sous-sol des EMI Studios,. Selon Kiedis, l'écriture du prochain album progresse peu. Entre août et novembre 1986, les Californiens jouent environ trente dates supplémentaires aux États-Unis dans le cadre de l'Infinity Tour,. Le groupe est alors à la recherche d'un producteur pour leur prochain album, une information qui parvient jusqu'à Michael Beinhorn. Ce dernier assiste à la performance du groupe le 19 novembre 1986 à La Nouvelle-Orléans, en Louisiane, rencontre les musiciens après le concert et accompagne le groupe jusqu'à leur prochaine destination, à Dallas au Texas,,. L'Infinity Tour se conclut en janvier 1987 après environ 160 performances étalées sur dix-huit mois,,. Les Red Hot Chili Peppers rencontrent Rick Rubin au début de l'année 1987 : accompagné des Beastie Boys, le producteur assiste à une répétition du groupe et, repoussé par la toxicomanie des musiciens, ne donne pas suite aux sollicitations des Californiens pendant plusieurs années,,. Malcolm McLaren, producteur des Sex Pistols, est également considéré parmi une vingtaine d'autres producteurs avant de confirmer Beinhorn pour le rôle. Ce dernier découvre alors que les représentants d'EMI placent très peu d'espoir dans le groupe : « [la direction] vilipendait tellement [les Red Hot Chili Peppers] qu'ils ne souhaitaient même pas qu'ils aient du succès », se souvient le producteur en 2010. Les représentants d'EMI insistent également pour que le groupe compile des démos de l'entièreté de l'album avant de confirmer la production de l'album : Beinhorn fait enregistrer ces démos en février 1987,.
La dépendance aux drogues dures de Kiedis et Slovak continue de croître et devient extrêmement dangereuse pour leur santé : les deux amis sont constamment sous l'emprise d'une substance. La consommation de Kiedis est tellement importante qu'il est incapable de travailler sur l'album. Le chanteur « disparaît pendant des semaines » ou fait de très courts passages improductifs au studio. À la fin du mois de février 1987, le reste du groupe décide, à contrecœur, d'expulser Kiedis des Red Hot Chili Peppers et de lui donner un mois pour se soigner,. Le chanteur rejoint sa famille à Grand Rapids, dans le Michigan, et suit un programme similaire à une cure de désintoxication auprès de l'Armée du salut. Pendant ce temps, le groupe continue à composer de nouveaux titres et auditionne plusieurs chanteurs, mais il est évident pour les trois musiciens que les Red Hot Chili Peppers ne peuvent exister sans Kiedis. Propre de toute substance, Kiedis rejoint Los Angeles à la mi-avril 1987 et reprend le travail sur l'album à la fin du mois, « dix jours avant l'entrée en studio ».
Les Red Hot Chili Peppers intègrent les Capitol Studios le 4 mai 1987. Kiedis continue d'écrire les paroles des chansons durant l'enregistrement des pistes. Slovak maintient une attitude professionnelle en restant relativement propre de drogues dures lorsqu'il enregistre. Après avoir entendu un riff que Slovak pense trop éloigné du style du groupe, Beinhorn incite les Red Hot Chili Peppers à travailler une chanson distincte des autres : le titre Behind the Sun constitue une première exploration mélodique pour le groupe, Kiedis y délaissant le rap pour du chant et Slovak y jouant du sitar. Les Californiens enregistrent l'album en un mois. Pour fêter la fin de l'enregistrement de l'album, le chanteur brise son abstinence de drogues dures en consommant de la China White. Entre la fin de l'enregistrement de l'album et sa publication, le groupe joue environ vingt-cinq concerts à travers les États-Unis.
Dans les années 1980 apparaît aux États-Unis un mouvement de protestation contre l'indécence dans la musique, concrétisé par la création du groupe de pression conservateur Parents Music Resource Center. Les maisons de disque craignent alors les foudres de ce puissant collectif et censurent leurs propres artistes. EMI s'oppose ainsi au nom Party On Your Pussy comme titre de la huitième piste du nouvel album des Red Hot Chili Peppers : la chanson est renommée en Special Secret Song Inside et ses paroles retirées du livret.
The Uplift Mofo Party Plan, 3e album des Red Hot Chili Peppers, est publié le 29 septembre 1987. Les critiques sont généralement bonnes. En deux mois, l'album réalise plus de ventes que les deux premiers albums du groupe combinés. The Uplift Mofo Party Plan est également le premier album du groupe à figurer au Billboard 200, atteignant la 148e place, bien qu'il n'obtienne pas de disque de certification. Fight Like a Brave est choisi par EMI comme unique single de l'album, au détriment de Behind the Sun, un titre plus accessible pour les radios grand public.
Une courte tournée en Europe, une première pour le groupe, est prévu pour septembre et octobre 1987 mais est éventuellement reportée au début de l'année 1988. Entre le 22 octobre et le 31 décembre 1987 se tient le très intense Naked Potato Tour, une section du plus large The Uplift Mofo Party Plan Tour : les Red Hot Chili Peppers jouent cinquante-sept concerts en soixante-dix jours,. La popularité du groupe commence à croître significativement et les spectateurs sont bien plus nombreux que pendant les deux premières tournées, au point que les musiciens doivent délaisser les discothèques pour de véritables salles de spectacle,. Selon Kiedis, la consommation de drogues dures pendant la tournée y est bien plus réduite qu'a l'accoutumée et Slovak confesse dans son journal intime vouloir maintenir une hygiène de vie respectable.
Les Red Hot Chili Peppers réalisent leur première tournée européenne, forte de dix-sept dates, entre fin janvier et février 1988,. À Londres, le 31 janvier 1988, Slovak souffre cruellement du manque d'héroïne, au point de ne pas pouvoir jouer,,. Avec Kiedis, les deux amis se décident à se soutenir et à se motiver à arrêter la prise de drogues dures. Suivant le périple des Red Hot Chili Peppers entre la Suisse et les Pays-Bas, la chaîne néerlandaise VPRO réalise un documentaire sur les coulisses de la tournée intitulé Europe By Storm,. La première performance du groupe en France survient le 16 février 1988 au Rex Club.
Le Uplift Mofo Party Plan Tour continue aux États-Unis et, pour la première fois pour la formation, au Mexique entre avril et mai 1988, à l'occasion d'une section de la tournée nommée le Monsters of Funk Tour,. Durant cette tournée, Slovak réalise de piètres performances en raison de sa toxicomanie croissante. Le guitariste laisse à penser à son entourage que sa situation déplorable est sous contrôle mais, pour Kiedis, son ami est dans le déni face à son addiction. Les relations entre les musiciens et Slovak se ternissent. Début mai 1988, Slovak aurait été expulsé des Red Hot Chili Peppers pendant une semaine en guise d'avertissement et temporairement remplacé par Blackbyrd McKnight. Ce dernier, recommandé par George Clinton, est un ancien guitariste de Funkadelic,,,. Kiedis et Flea auraient également évoqué l'idée de réintégrer Jack Sherman au groupe, qui avait déjà remplacé Slovak en 1983.
En mai 1988 est publié au Royaume-Uni l'extended play The Abbey Road E.P., de façon à promouvoir le groupe encore modérément populaire en Europe. Sur la couverture, les musiciens prennent la pose sur le passage piéton d'Abbey Road à la manière des Beatles, à la différence qu'ils ne revêtent rien de plus que leurs désormais célèbres « socks on cocks » (chaussettes sur la quéquette). La photographie est prise en début d'année 1988 durant la première tournée européenne du groupe,,. Bien que cette indécence ait forgé la popularité du groupe, les quatre amis commencent à se lasser du fait que les Red Hot Chili Peppers soient vus par le public comme une vaste plaisanterie.
Le groupe retourne en Europe pour jouer une quinzaine de dates entre mai et début juin 1988. Le 23 mai 1988, ils performent au festival Pinkpop, aux Pays-Bas, pour la première fois,. Pour leur deuxième venue en France, les Californiens jouent à Rennes ainsi qu'au Zénith de Paris, en première partie de Mignight Oil. Goetz affirme qu'à cette période, le soutien moral que s'offrent Slovak et Kiedis l'un à l'autre fait ses preuves et que les musiciens ne consomment pas de drogues dures,.

#### Décès de Hillel Slovak et départ de Jack Irons
À leur retour d'Europe au début du mois de juin 1988, les quatre amis décident de chacun vaquer à leurs occupations. La date de réunion est fixée par EMI au 27 juin 1988 pour entreprendre des répétitions en vue d'un quatrième album.
Au cours du mois, Flea organise une session de jam avec son ami D. H. Peligro, batteur du groupe de punk hardcore Dead Kennedys de 1981 à 1986, dans le garage de ce dernier. Peligro invite un ami à lui, John Frusciante, tout juste dix-huit ans et grand admirateur des Red Hot Chili Peppers, à les rejoindre à la guitare. À cette période, Frusciante et Peligro montent un groupe éphémère avec leur ami Robert Hayes à la guitare basse. Cette formation compose une première version de Stone Cold Bush, titre qui se retrouvera sur le prochain album des Red Hot Chili Peppers Mother's Milk (1989). Flea garde le contact de Frusciante, satisfait de leur rencontre et de leur session de jam.
Anthony Kiedis reprend sa consommation de drogues dures presque immédiatement après son arrivée à Los Angeles. Le frère d'Hillel Slovak, James, découvre, par l'intermédiaire d'un roadie préoccupé par la santé du guitariste, la toxicomanie de ce dernier. Hillel lui assure qu'il est sous traitement mais, sans le soutien de Kiedis, la tentation de l'héroïne est trop grande pour le musicien. Le soir du 24 juin 1988, Slovak téléphone à son frère et lui avoue qu'il va reprendre sa consommation. Le 25 juin 1988, Slovak, seul dans son appartement du Happy Malaga Castle,, s'injecte une dose d'héroïne importante et meurt d'une overdose à l'age de vingt-six ans,. Son corps est découvert deux jours plus tard, le 27 juin 1988, lorsqu'une unité de police force la porte de l'appartement après qu'une voisine s'est plainte d'une odeur pestilentielle. Bob Forrest, ami proche du groupe, est le premier à être contacté et à apprendre le décès de Slovak,. Hillel Slovak a joué plus de 370 concerts en tant que guitariste des Red Hot Chili Peppers. Son dernier concert est celui du Provinssirock Festival, le 4 juin 1988 en Finlande.
Flea est informé du décès de son ami peu après être rentré chez lui après avoir visionné le match de boxe opposant Mike Tyson à Michael Spinks en compagnie de Perry Farrell, chanteur de Jane's Addiction. Le bassiste dit être entré dans un état de choc majeur. Pour se changer les idées, Flea recontacte Frusciante peu de temps après pour s'organiser une session de jam à deux. Anthony Kiedis, qui a alors tendance à disparaître jusqu'à plusieurs jours pour consommer ses drogues, apprend la triste nouvelle par sa petite amie Ione Skye lorsqu'il retourne chez lui. Il est profondément choqué mais nie arbitrairement ses sentiments et décide de fuir Los Angeles pour s'improviser une période de désintoxication. Avec Skye, ils se retranchent une dizaine de jours dans un village de pêcheurs au Mexique,. Les proches de Slovak sont choqués par l'absence de Kiedis aux funérailles de son ami : le guitariste est enterré le 30 juin 1988 au cimetière juif du Parc mémorial du Mont Sinai (en). À son retour en Californie, Kiedis accepte de faire le deuil de son ami et intègre une clinique de désintoxication du quartier Van Nuys de Los Angeles. Il y est interné pendant un mois,. Bien qu'affectés par la situation, Kiedis et Flea décident de faire perpétuer les Red Hot Chili Peppers, en hommage a leur défunt ami. Le décès du guitariste leur insuffle une nouvelle inspiration « qui [leur] permet de mieux cerner la direction que doit prendre le groupe », selon le chanteur.
Jack Irons est quant à lui anéanti par la mort de son ami. Il comprend qu'il doit quitter l'industrie musicale pour retrouver un esprit sain : diagnostiqué bipolaire maniaco-dépressif, sa santé mentale le pousse à entrer en clinique psychiatrique. Lors d'une réunion de groupe sur le bateau de plaisance de Goetz, il annonce à Anthony Kiedis et Flea qu'il quitte les Red Hot Chili Peppers,. Jack Irons a joué plus de 250 concerts avec les Red Hot Chili Peppers. Batteur reconnu, il travaille à sa sortie de l'hôpital en décembre 1988 avec Joe Strummer, ex-The Clash, et intègre le groupe de grunge Pearl Jam de 1994 à 1998.

### Avènement international (1988-1992)

#### Introduction de John Frusciante et Chad Smith
Malgré le décès récent de leur ami Hillel Slovak, les Red Hot Chili Peppers sont vite rattrapés par les obligations contractuelles de leur label EMI. Les musiciens doivent engager la production d'un nouvel album pour la fin de l'année 1988.
En août 1988, Anthony Kiedis et Flea comblent les postes vacants en recrutant leurs amis D. H. Peligro et Blackbyrd McKnight. La fusion punk-funk qui a fait la renommée du groupe dès ses débuts semble théoriquement être de retour. La nouvelle formation joue une poignée de concerts en Californie au début du mois de septembre 1988. Le groupe enregistre quelques sessions de jam et McKnight pose sa guitare sur au moins un titre des Red hot Chili Peppers. Néanmoins, le jeu du guitariste se révèle être « trop funk » au goût des musiciens et le groupe est désuni.
Au même moment, Flea commence à nouer une amitié avec le jeune John Frusciante, habitant tout près de chez lui. Anthony Kiedis rencontre Frusciante à une fête où ils sont introduits par D. H. Peligro. Flea propose alors au guitariste de venir enregistrer des démos et, à l'insu du guitariste, les fait écouter à Kiedis : les deux amis se rendent à l'évidence du talent de Frusciante. Le musicien et ami des Red Hot Chili Peppers Bob Forrest a vent des compétences de John Frusciante et veut l'auditionner pour qu'il rejoigne son groupe Thelonious Monster (en). Anthony Kiedis profite de cette opportunité pour découvrir en personne le jeu de Frusciante : il conduit le jeune musicien à l'audition et y assiste. À la suite d'une démonstration prodigieuse, John Frusciante est immédiatement admis au sein de Thelonious Monster, mais Kiedis ne compte pas laisser le guitariste lui échapper. Après être retourné en discuter avec Flea, les musiciens appellent Frusciante le jour même pour lui demander de rejoindre les Red Hot Chili Peppers, ce que le guitariste accepte avec joie. Forrest est déçu par cette fourberie mais reconnaît que Frusciante « est le bon guitariste pour les Red Hot Chili Peppers »,. McKnight est remercié avant la mi-septembre 1988.
Flea devient père et accueille son premier enfant le 16 septembre 1988, une petite fille nommée Clara.
Entre le 5 octobre et le 26 novembre 1988 se tient le Turd Town Tour, une tournée de quinze dates à travers les États-Unis. Ce court périple a pour but de tester les aptitudes des nouveaux musiciens et de montrer au public que les Red Hot Chili Peppers se sont relevés de la tragédie qui les a frappé. Néanmoins, le jeu de D. H. Peligro est considéré comme trop négligé et son addiction à l'héroïne ravive les mêmes problèmes que le groupe traversa lorsque Kiedis et Slovak était dépendants. Peligro se voit congédié du groupe peu de temps après la dernière date de la tournée,.
Le 17 décembre 1988, Denise Zoom, femme du guitariste Billy Zoom (en) du groupe de punk hardcore X, approche John Frusciante durant le concert de Fishbone et Public Enemy au Santa Monica Civic (en). Elle partage au guitariste le contact d'un batteur originaire du Minnesota, Chad Smith. Smith est alors informé de la tenue d'une très prochaine audition pour trouver un batteur pour les Red Hot Chili Peppers.
Chad Smith est un des derniers musiciens, parmi une trentaine de batteurs, à se présenter à l'audition qui se tient sur plusieurs jours après la mi-décembre 1988. Au premier regard, Anthony Kiedis et Flea sont déconcertés par l'apparence du batteur et préfèreraient ne pas perdre de temps à l'écouter jouer. Avec ses cheveux longs et sa veste en cuir, Smith a un style codifié comme appartenant au glam metal et au hard rock, à l'opposé même celui que les Red Hot Chili Peppers ont développés. Néanmoins, Smith ne se laisse pas embarrassé et démontre ses capacités alors qu'il accompagne Flea et John Frusciante pour une session de jam. Il délivre une glorieuse prestation sidérant les membres du groupe et leur producteur Michael Beinhorn, qui entrent dans un fou rire nerveux. Encore confus par l'apparence du batteur, les Red Hot Chili Peppers ne recrutent pas Smith directement après son audition, même s'ils conviennent qu'il est le batteur idéal pour le groupe,.
La première participation de John Frusciante à un enregistrement des Red Hot Chili Peppers intervient lors d'un prompt passage en studio à la fin du mois de décembre 1988. Le groupe compose et enregistre le titre Taste the Pain (1989) pour la bande originale du film Un monde pour nous (1989),. Chad Smith n'est pas encore confirmé au poste de batteur mais se voit invité à participer à l'enregistrement pour que les Red Hot Chili Peppers vérifient ses aptitudes en studio. Smith refuse car il compte passer Noël avec sa famille dans le Michigan : les Red Hot Chili Peppers sont perplexes face à l'indifférence du musicien et ce qu'ils considèrent comme un manque d'appréciation. La piste de batterie est enregistrée par Phillip Fisher, ami du groupe et membre de Fishbone. Malgré tout, Chad Smith est recontacté et est confirmé comme batteur des Red Hot Chili Peppers,.
Durant la dernière semaine de décembre 1988, Flea se casse le pouce durant une descente à ski et trois concerts des Red Hot Chili Peppers s'en trouvent annulés,.

#### Mother's Milk(1989)

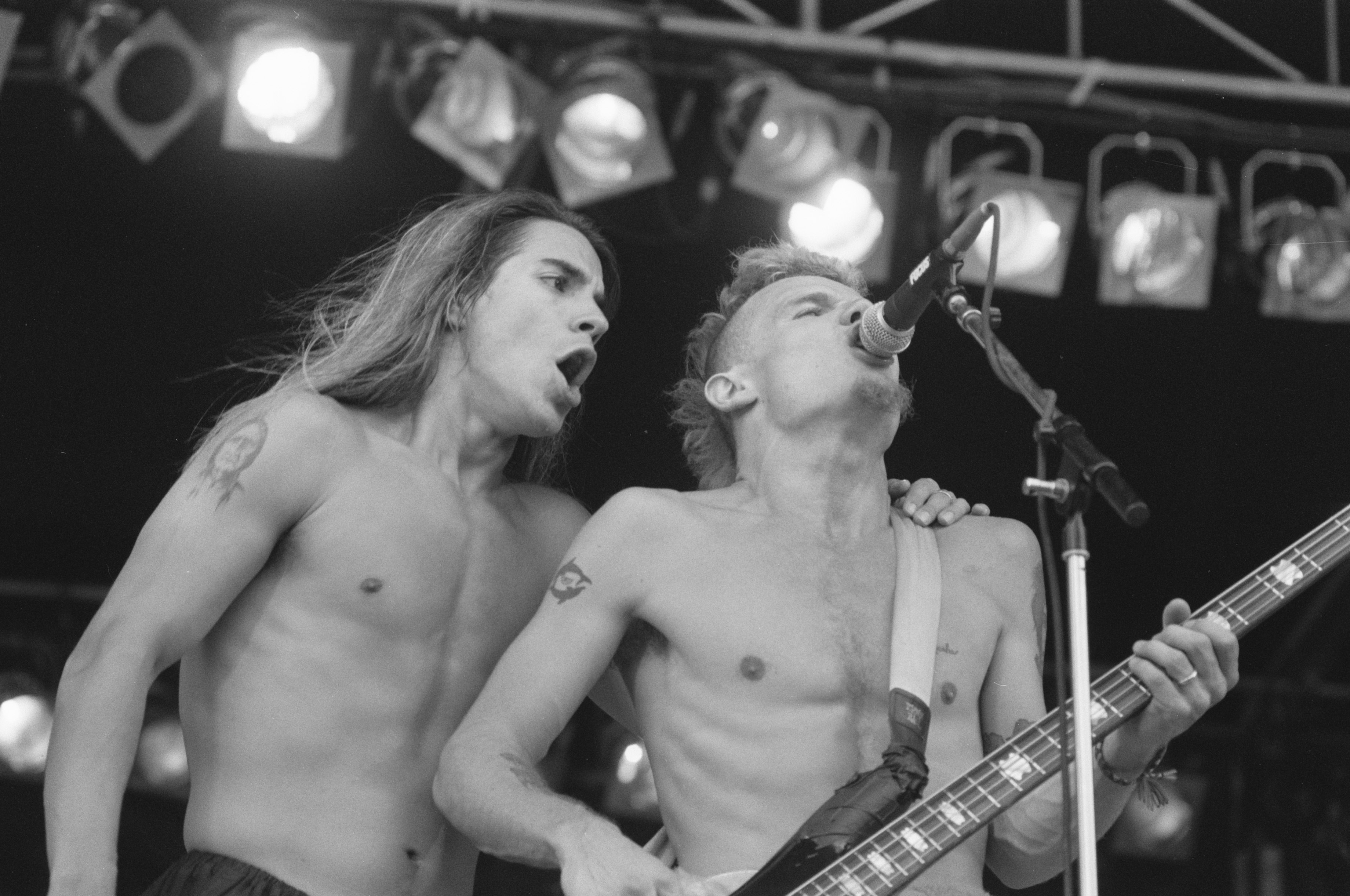
Anthony Kiedis et Flea durant un concert du groupe à Amsterdam le 26 août 1989.

En février 1989, les Red Hot Chili Peppers entrent aux studios Hully Gully, dans le quartier de Silverlake à Los Angeles, pour entamer l'écriture de leur prochain album. John Frusciante se révèle être un compositeur innovant pour la formation. Avant son arrivée, l'écriture des titres commence par une ligne de guitare basse et s'articule principalement sur le rythme : selon Flea, Frusciante apporte « un nouveau style de composition mélodique et basé sur le changement d’accords ». Michael Beinhorn, producteur du précédent album du groupe, The Uplift Mofo Party Plan (1987), est reconduit. Entre les étapes de composition et d'enregistrement de l'album, les Californiens organisent une tournée d'une vingtaine de dates aux États-Unis entre mars et avril 1989,.
Beinhorn profite de l'absence du groupe pour préparer l'entrée des musiciens aux studios Ocean Way, qu'ils investissent en juin 1989. Le producteur pousse les musiciens à jouer extrêmement vite et fort, ainsi qu'à réenregistrer leurs pistes jusqu'à obtenir une prise parfaite. Selon Frusciante, Beinhorn oriente la production de l'album de façon à l'approcher du genre heavy metal : les deux hommes se querellent constamment à propos du son des guitares. La vision du producteur est si forte que le jeune guitariste perçoit sa créativité être restreinte, une première expérience en studio qu'il vit mal : toutes les pistes de guitare sont enregistrées en « overdub », soit après l'enregistrement des pistes de base. Pour la première fois dans l'histoire du groupe, les tensions ne sont générées que par la volonté de perfectionner les chansons et non par le comportement puéril des musiciens. Néanmoins, les Red Hot Chili Peppers ne sont pas présents pendant le mixage, que Beinhorn supervise seul : le groupe n'aurait « jamais approuvé aucun mixage de [Mother's Milk] ».
Le 4e album des Red Hot Chili Peppers, Mother's Milk, sort le 16 août 1989. Beinhorn, en mauvais termes avec le groupe, découvre avec surprise la popularité de l'album lorsqu'il ne peut en obtenir une copie à la suite d'une rupture de stocks. L'album connaît un véritable succès et constitue le premier disque d'or du groupe, notamment grâce aux tubes Higher Ground et Knock Me Down. Les Red Hot Chili Peppers parviennent enfin à s'exporter en Europe.
La première partie de la tournée de concerts Mother's Milk Tour (en) s'étend du 8 septembre 1989 à janvier 1990 : les Californiens sillonnent les États-Unis, le Canada et le Mexique pour soixante-neuf dates. Entre les 24 et 27 janvier 1990, les Red Hot Chili Peppers jouent quatre dates pour la première fois devant leur public japonais. Le groupe est ensuite en Europe pour une partie de la tournée nommée le Great Expectorations Tour, s'étandant du 2 février au 8 mars 1990. En trentre-quatre jours, les musiciens donnent vingt-cinq concerts. En France, les Red Hot Chili Peppers jouent au Transbordeur à Lyon, à Besançon puis à l'Élysée-Montmartre à Paris. Le groupe continue le Mother's Milk Tour sans interruption avec vingt-trois nouvelles dates aux États-Unis, entre le 12 mars et le 1er juin 1990. Début juin 1990, les musiciens jouent au festival Pinkpop, aux Pays-Bas, avant de poursuivre par quatre dates en Angleterre,. Le 16 juin 1990, Rick Rubin assiste à la performance des Red Hot Chili Peppers au Greek Theatre, à Los Angeles, qui clôt le Mother's Milk Tour : Rubin se dit « époustouflé » par la performance du groupe.
Durant cette tournée, Frusciante apprend à connaître ses nouveaux amis : en écoutant Hunky Dory (1971) de David Bowie en compagnie d'Anthony Kiedis, Frusciante se demande si les deux membres fondateurs des Red Hot Chili Peppers seraient ouverts à l'idée de composer des chansons plus douces. Frusciante gagne en confiance, ne sentant plus la nécessité de prouver qu'il a sa place dans le groupe. Il remet son style de jeu en question et fait un travail d'introspection, l'amenant alors à proposer des compositions de guitare plus minimalistes. Après la tournée, les Red Hot Chili Peppers prennent « un ou deux mois » de repos.

#### Blood Sugar Sex Magik(1991)
À la suite de ce que les Red Hot Chili Peppers considèrent une mauvaise gestion de leur album Mother's Milk (1989) par leur label, le groupe quitte EMI Group en 1990. Rapidement, les plus importantes maisons de disque font part de leur intérêt pour accueillir les quatre musiciens : Island Records, Def American Recordings (en), Virgin Records. Epic Records, filiale de Sony Music, propose au groupe une somme estimée à 5 700 000 $ pour trois albums. Les Californiens acceptent cette offre et la nouvelle parvient jusqu'à Mo Ostin, fondateur de Warner Bros. Records, qui propose au groupe une offre relativement similaire. Ostin appelle personnellement chacun des membres pour les féliciter de ce contrat et pour les encourager à faire « le meilleur album de tous les temps » avec Epic Records. Touchés par la courtoisie de l'homme d'affaire, les Red Hot Chili Peppers annulent leurs négociations avec Epic Records, avec qui ils n'ont toujours pas signé après plusieurs mois d'attente, et s'engagent auprès d'Ostin et de Warner Bros. Records,.
Parallèlement, le groupe cherche un nouveau producteur. Rick Rubin, qui travaille notamment avec les Beastie Boys à cette époque, manifeste son intérêt durant les négociations avec son label Def American Recordings. Après avoir tisser des liens avec le producteur, il devient vite évident pour le quatuor que Rubin est la personne idéale pour succéder à Michael Beinhorn,.
Les Californiens se retrouvent aux studios Alleyway, à Los Angeles,,, et y installent leur espace de répétition. Rubin les y rejoint occasionnellement et le groupe commence à composer « prolifiquement ». Le producteur suggère alors au groupe d'enregistrer ce nouvel album dans un lieu « peu orthodoxe » et moins froid qu'un studio d'enregistrement. Si Hawaï lui est proposé, Rubin jette son dévolu sur un grand manoir de Laurel Canyon, à Los Angeles, connu sous le nom de The Mansion. Les représentants de Warner Bros. Records, Mo Ostin et Lenny Waronker, acceptent l'idée de Rubin après avoir réalisé que l'expérience ne leur coûterait pas plus cher que de louer un véritable studio pour plusieurs mois.
Les Red Hot Chili Peppers répètent encore pendant « un ou deux mois » avant de rejoindre la demeure, transformée en studio, en mai 1991,. Rubin et son équipe de production, y compris l'ingénieur du son Brendan O'Brien, investissent toutes les pièces de la maison : les consoles de mixage et de contrôle sont installées dans la bibliothèque, les amplificateurs au sous-sol, les percussions dans le hall d'entrée et la batterie prend l'espace de deux pièces. La salle à manger devient l'espace d'enregistrement principal, rapidement encombrée par un grand piano à queue et la collection d'instruments de John Frusciante.
Les musiciens engagent leur ami Gavin Bowden pour documenter le processus d'enregistrement de l'album, à la condition qu'il se fasse discret lorsqu'il filme le groupe en train de travailler. Avec un budget de 60 000 $ assuré par Warner Bros. Records, Bowden monte un film documentaire d'une soixantaine de minutes intitulé Funky Monks (1991) comportant également des interviews des quatre musiciens,.
Le groupe enregistre entre 23 et 27 titres sur une période allant de sept à huit semaines entre mai et juillet 1991. Sur cette même période, Frusciante utilise son temps libre pour enregistrer des pistes qui composeront ses albums Niandra LaDes and Usually Just a T-Shirt (1992) et Smile from the Streets You Hold (1997). En une semaine, chaque chanson voit sa piste de base enregistrée. Rubin insiste auprès de la maison de disque pour faire un double album, ce que Warner Bros. Records refuse au vu de la popularité internationale encore modeste du groupe. Les musiciens enregistrent quatre reprises : Castles Made of Sand et Little Miss Lover (1967), deux chansons de Jimi Hendrix, Search and Destroy (1973) d'Iggy Pop et They're Red Hot (1936) du bluesman Robert Johnson. Cette dernière chanson est enregistrée en extérieur, dans le jardin de la villa, et sera la seule reprise à figurer sur l'album.
À l'instar de Mother's Milk (1989), le groupe n'est pas impliqué dans le mixage de l'album. De juillet à octobre 1991, les Red Hot Chili Peppers prennent une pause et ne jouent pas de concerts. À cette période, après une mauvaise expérience avec du LSD, Frusciante dit « commencer à perdre les effets de sa synesthésie ». Consommateur de cannabis comme le reste du groupe, il connait sa première expérience avec les drogues dures en consommant de l’héroïne le 4 septembre 1991, lors du dernier concert de Jane's Addiction en Californie avant leur séparation. Sa prise de drogues augmente progressivement, car c'est pour lui la seule solution pour « ne pas perdre sa créativité ».
Le 5e album des Red Hot Chili Peppers, Blood Sugar Sex Magik, sort le 24 septembre 1991. L'album, qui doit beaucoup au talent de John Frusciante[Quoi ?], connaît un succès planétaire qui propulse les Red Hot Chili Peppers du rang de groupe culte à celui de plus grand groupe du moment, grâce à des titres comme Give It Away (leur première chanson classée no 1) ou Under the Bridge. Le succès croissant du rock alternatif sur les ondes, accompagné du soutien accru de leur label, permet au groupe californien d'écouler douze millions de copies de l'album dans le monde[réf. nécessaire]. En 2003, le magazine musical britannique Rolling Stone le classera 310e parmi les 500 plus grands albums de tous les temps.

#### Premier départ de John Frusciante
Avec sa consommation de drogues, les tourments de John Frusciante se font grandissant : il ne veut pas partir en tournée dès la sortie de l'album, s'imaginant que sa créativité en serait bafouer, mais n'en dit mot aux membres du groupe. Les Red Hot Chili Peppers entament le Blood Sugar Sex Magik Tour par une première tournée américaine : entre le 16 octobre et le 14 décembre 1991, le groupe performe quarante-deux dates avec Pearl Jam et The Smashing Pumpkins en première partie. Frusciante se distance alors de plus en plus de ses amis et en particulier d'Anthony Kiedis, qu'il supporte de moins en moins. Sa consommation de cannabis et de vin augmente et l'ambiance dans le bus de tournée devient pesante. Entre le 27 décembre 1991 et le 4 janvier 1992, c'est avec Pearl Jam et Nirvana, dont la popularité dépasse rapidement celle des Californiens, que les sept derniers concerts de ce segment de la tournée sont joués, même si les dernières dates sont reportées d'un mois car Kiedis tombe malade,,. Du 11 février au 14 mars 1992 se tient le Less Whores More Museums Tour, la section européenne de la tournée et qui passe pour la première fois en Italie et en Irlande. Frusciante joue les chansons différemment à chaque concert, « expérimentant » en signe de protestation contre l'intensité de la tournée,.
Les concerts en Allemagne sont reportés à la fin mars car les Red Hot Chili Peppers sont invités à jouer pour l'épisode du Saturday Night Live du 22 février 1992 à New York, aux États-Unis. Cette performance en direct révèle aux millions de téléspectateurs les problèmes de Frusciante, qui en organise le fiasco. Kiedis et Frusciante ne sont à cette époque « plus amis », ce dernier prenant ses distances avec les autres musiciens sur scène. Lorsque le groupe joue Stone Cold Bush (1989), Kiedis, qui à son habitude danse en faisant de grands mouvements, assène un coup de pied dans la cuisse de Frusciante lors d'une pirouette. Ce geste choque le guitariste, qui le prends pour une attaque personnelle au point d'en exprimer encore de la rancune dans une interview donné à VPRO en 1994. Frusciante riposte en sabotant la chanson suivante, Under the Bridge (1991) : le musicien, vraisemblablement sous l'emprise de l'héroïne, expérimente une chanson presque totalement différente et vocifère au lieu de chanter les chœurs. Kiedis a l'impression « d'avoir été poignardé dans le dos [...] devant toute l'Amérique ».
Pour ajouter à la souffrance de Frusciante, son ami proche et « premier musicien avec lequel [il a eu une connexion] », Robert Hayes, décède dans un accident de voiture le 19 avril 1992. Frusciante est inconsolable. Le guitariste exprime encore en 2010 des regrets sur ce qu'il aurait pu créer avec Hayes s'il n'était pas décédé. Il estime qu'il « aurait dû quitter les Red Hot Chili Peppers dès la fin de l'enregistrement de Blood Sugar Sex Magik » pour jouer avec Hayes.
Les Red Hot Chili Peppers poursuivent le Blood Sugar Sex Magik Tour avec un concert à Hawaï et une tournée japonaise de sept dates début mai 1992. Pour Kiedis, Frusciante parait commencer à apaiser ses tensions,. Néanmoins, le guitariste estime qu'il ne peut plus continuer à faire partie du groupe. Frusciante quitte le groupe le 7 mai 1992, acceptant néanmoins d'assurer un dernier concert prévu le jour même à Saitama avant de retourner immédiatement aux États-Unis,,. Les deux dernières dates japonaises sont annulées.
La première difficulté, après le départ de Frusciante, est de lui trouver un remplaçant pour la première tournée océanique des Red Hot Chili Peppers, prévue du 14 au 24 mai 1992. Le groupe fait appel en urgence à Zander Schloss (en), ex-guitariste des Circle Jerks. Au bout de quatre jours de répétitions intensives, il apparait clair que le nouveau guitariste a des difficultés à imiter le style de Frusciante. Les Red Hot Chili Peppers préfèrent reporter la tournée « plutôt que de présenter une version tiédasse d'[eux]-mêmes » et Schloss est remercié. Avec un emploi du temps nouvellement libéré, Kiedis part se ressourcer à Ko Tao, en Thaïlande, Flea s'envole pour l'Europe et Chad Smith retourne en Californie.
Le premier choix des Red Hot Chili Peppers pour le remplacement de Frusciante est leur ami Dave Navarro, sans groupe depuis la séparation de Jane's Addiction. Les Californiens se tournent vers une nouvelle connaissance, Arik Marshall, lorsque Navarro refuse la proposition. Flea rencontre Marshall par son ami Norwood Fisher, alors qu'il est guitariste dans la formation funk Trulio Disgracias mené par le fondateur du groupe Fishbone. Marshall est confirmé en juin 1992. Après trois semaines d'intenses répétitions, les Red Hot Chili Peppers introduisent leur nouveau guitariste par deux dates de festival en Belgique, dont leur premier Rock Werchter le 5 juillet 1992. Le talentueux musicien séduit la presse spécialisé qui estime qu'il « n'a aucun mal à reprendre ce que Frusciante [a laissé derrière lui] ».
Les Californiens prennent part à l'édition 1992 du festival itinérant Lollapalooza : du 18 juillet au 13 septembre, le groupe joue trente-sept concerts à travers les États-Unis et le Canada. Au mois d'octobre 1992, les Red Hot Chili Peppers jouent enfin leurs premiers concerts en Australie et en Nouvelle-Zélande, après l'opportunité gachée par le départ de Frusciante,. En novembre 1992, leur ancienne maison de disque, EMI, publie What Hits!?, une compilation des meilleurs titres du groupe incluant également Under The Bridge (1991) comme indemnité de rupture de contrat. À la même période, Kiedis et son ami le tatoueur néerlandais Hank Schiffmacher (en) font un trek à travers l'île de Bornéo durant lequel le chanteur contracte la dengue, contraignant les Red Hot Chili Peppers a annuler le concert du 31 décembre 1992 à San Francisco,,.
En janvier 1993, les Red Hot Chili Peppers jouent pour la première fois au Brésil et en Argentine. Le 24 février 1993, les Californiens recoivent leur première récompense majeure à la 35e cérémonie des Grammy Awards : ils se voient décerner le prix de la meilleure prestation hard rock de l'année pour Give It Away (1991), avant d'interpréter la chanson en compagnie de leur ami George Clinton.
En 1993, le groupe fait appel à Jesse Tobias. Les Red Hot Chili Peppers trouvent finalement un remplaçant stable en la personne de Navarro lorsqu'il se revoit proposer le poste en 1993.

### One Hot Minuteet période sombre (1995-1997)
One Hot Minute, 6e album des Red Hot Chili Peppers, sort le 12 septembre 1995. Dave Navarro est le quatrième guitariste à participer à l'écriture d'un album du groupe : il apporte une nouvelle dimension au style punk funk du groupe. De nombreux journalistes critiquent le manque d'alchimie entre Navarro et les autres membres du groupe, comme on la trouvait à l'époque de John Frusciante.
One Hot Minute surprend par sa noirceur. On retrouve le mélange de différents genres, mais les riffs de guitares sont un peu plus violents et l'ensemble est considéré par certains[Qui ?] comme un album hard rock. Les chansons sont parmi les plus longues jamais enregistrées par le groupe (avec Sir Psycho Sexy de l'album Blood Sugar).
Malgré la critique, l'album séduit le grand public. Six millions d'exemplaires sont vendus dans le monde, dont deux millions aux États-Unis. Certains singles atteignent la tête des charts, comme My Friends ou Aeroplane. Love Rollercoaster, reprise des Ohio Players pour la bande originale de Beavis et Butt-Head se font l'Amérique, qui ne figure pas sur l'album, connaît aussi un certain succès. L'album est considéré par Philippe Manœuvre, journaliste de Rock & Folk, comme l'un des 101 albums qui ont changé le monde.
L'ambiance au sein du groupe ne cesse de se détériorer et les problèmes de drogue de Kiedis et de Navarro pèsent lourd sur le groupe. Pourtant, la production d'un nouvel album est engagée : entre le milieu et la fin de l'année 1997, l'écriture progresse très lentement. L'état dans lequel cet album produit par Rick Rubin est laissé est flou. Seule une chanson, Circle of the Noose, est divulguée en 2016,. À la fin de l'année 1997, Dave Navarro et Flea jouent ensemble sur la tournée de Jane's Addiction, qui vient de se reformer, tandis que la création musicale est au point mort chez les Red Hot Chili Peppers. Après quatre ans de collaboration au sein du groupe, Navarro le quitte le 3 avril 1998, sans animosité quelconque envers les musiciens, pour se consacrer à ses propres projets musicaux[réf. nécessaire]. Le groupe traverse une phase d'instabilité, les années 1997 et 1998 étant « deux de leurs années les plus difficiles » : sans guitariste et avec un chanteur en proie avec sa toxicomanie, Flea, qui doit également gérer ses problèmes de couple, est sur le point de quitter la formation.
Les autres membres du groupe considèrent aujourd'hui One Hot Minute comme une exception dans leur carrière. En 2006, Flea confesse au magazine Q avoir l'impression que « [One Hot Minute] n'est pas un album des [Red Hot Chili Peppers] ». Après le départ de Navarro, les Red Hot Chili Peppers cessent de jouer les chansons qui ne correspondent pas au style de John Frusciante, désolant de nombreux fans. Le guitariste prétend même n'avoir jamais entendu l'album, du moins pas en entier[réf. nécessaire]. Après 19 années d'absence scénique, le groupe renoue avec One Hot Minute en jouant le titre Aeroplane durant ses concerts, sous l'impulsion du guitariste Josh Klinghoffer.
À son départ du groupe, Dave Navarro affirme que la seule chance de survie pour les Red Hot Chili Peppers résiderait en un retour de John Frusciante.

### Retour de John Frusciante etCalifornication(1998-2000)
Parallèlement à l'ère Navarro des Red Hot Chili Peppers, John Frusciante vit reclus dans sa maison d'Hollywood Hills. À la suite d'une profonde dépression suivant son départ du groupe, il devient extrêmement dépendant aux drogues et à l'alcool, allant jusqu'à vendre ses guitares pour se les procurer,, et fait cinq overdoses. Le 12 décembre 1996 est publiée dans le Los Angeles Weekly une courte interview du guitariste, qui décrit Frusciante comme très affaibli et sans domicile fixe. L'article choque les personnes qui ont connu Frusciante, notamment Flea et Anthony Kiedis. Le journaliste Robert Wilonsky rapporte que Frusciante se serait « senti tellement honteux de son état après avoir lu l'interview, qu'il [aurait] trouvé la motivation à demander l'aide ». Le guitariste cesse sa consommation d'héroïne avant la fin de l'année 1996, tout en restant dépendant aux autres substances pour pallier son manque, et subit de lourdes interventions chirurgicales réparatrices,. Frusciante renoue avec la scène le 20 janvier 1997 par une performance solo au Viper Room, puis participe à la tournée américaine de son ami Bob Forrest. Ce dernier convainc finalement Frusciante d’intégrer le centre de désintoxication de Los Encinos en janvier 1998, qui en sort le mois suivant.
Flea est le seul membre des Red Hot Chili Peppers à avoir gardé le contact avec John Frusciante durant ses sombres années. Immédiatement après le départ de Dave Navarro, Flea partage avec Chad Smith et Anthony Kiedis l'idée de réintégrer Frusciante à la formation. Si ce premier est enthousiaste « si ça fonctionne », le second est dubitatif, compte tenu de sa relation tourmentée avec le guitariste avant son départ, mais reste « ouvert à cette idée ». Frusciante accepte la proposition de Flea, statuant que « rien ne lui ferait plus plaisir » que de rejoindre le groupe : le guitariste a en effet revu son concept de la célébrité, cause de ses tourments en 1992, et est maintenant prêt à affronter les responsabilités inhérentes à ce rôle.
Le 28 avril 1998, les Red Hot Chili Peppers annoncent le retour de John Frusciante au sein du groupe. Anthony Kiedis achète à Frusciante une Fender Stratocaster de 1962, modèle qui deviendra sa guitare principale au sein du groupe, et son ami Vincent Gallo lui prête une Gretsch White Falcon de 1958,. Flea improvise un studio dans le garage de sa maison,, pour que le groupe puisse répéter son catalogue et « jammer » ensemble. Frusciante a cependant du mal à jouer, ses doigts devant retrouver leur force passée, et il adopte un style minimaliste qui plait à Kiedis. Le 12 juin 1998, le groupe joue en public pour la première fois depuis le retour de Frusciante au 9:30 Club (en), à Washington, un échauffement en vue de la participation du groupe au Tibetan Freedom Concert deux jours plus tard,. Vers la fin juin 1998, les musiciens ont déjà écrit environ douze titres, dont le futur tube Scar Tissue et, à la fin de l'été, sont prêts à entrer en studio avec « entre 30 et 40 chansons ». À cette même époque, ils confient la gestion de leur groupe à la société Q-Prime Management.

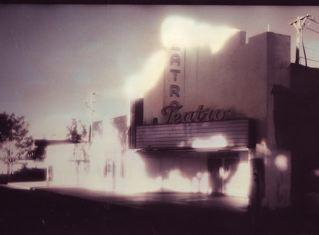
En 1998, le groupe enregistre les démos de Californication au Teatro.

Les Red Hot Chili Peppers s'opposent dans un premier temps à travailler de nouveau avec Rick Rubin, préférant un producteur qui ne soit pas sur plusieurs projets en même temps. Le groupe essuie les refus de Brian Eno, David Bowie et Daniel Lanois, entre autres. Ce dernier les invite néanmoins a enregistrer leurs démos dans son studio d'enregistrement, El Teatro, un ancien cinéma de Oxnard rénové et converti. Les musiciens investissent le lieu en septembre 1998. Accompagnés seulement de leur assistant Louie Matthieu et de l'ingénieur du son Mark Howard, ils installent le matériel d'enregistrement eux-mêmes. En quelques jours,, les musiciens compilent plus d'une vingtaine de titres, dont des jams et des musiques instrumentales. La plupart des chansons seront achevées pour le prochain album. Ces enregistrements font surface sur Internet en septembre 2014 sous le nom de Teatro Sessions.
Le groupe se déplace ensuite du garage de Flea au studio Swing House, situé sur Cahuenga Boulevard, pour continuer les répétitions avec Rick Rubin, qui s'est libéré, puis aux Cello Studios (en) le 2 novembre 1998,. Anthony Kiedis améliore considérablement son chant en travaillant avec le coach vocal Ron Anderson, qui rejoint le chanteur au studio tous les jours. Ils enregistrent, en cinq jours, entre 20 et 31 titres. Les « overdubs » leur demandent trois semaines d'enregistrement supplémentaires et le mixage de l'album, qui a lieu au studio The Village (en) à partir de mars 1999, dure « quelques semaines ». En effet, très peu de modifications sont apportées aux bandes tant les enregistrements sont jugés satisfaisants.
Le 30 mai 1999, Flea commence à publier, sur le site officiel des Red Hot Chili Peppers, des nouvelles du groupe sous le nom de Fleamail.
Le 8 juin 1999 sort Californication, 7e album des Red Hot Chili Peppers, précédé de deux semaines par son single principal Scar Tissue. L'album est composé de quinze titres : les chansons non retenues pour figurer sur l'album seront progressivement publiées sur les différents singles de Californication. L'album, encensé, signe le retour en force d'un groupe majeur qui tourne à présent autour de la sensibilité funky de John Frusciante[réf. nécessaire]. L'orientation pop de cet album donne naissance à de nombreux tubes tels que Californication, Scar Tissue et Otherside. Le groupe est récompensé du Grammy Award de la meilleure chanson rock pour le titre Scar Tissue lors de la 42e cérémonie des Grammy Awards, le 23 février 2000. À ce jour, Californication est la meilleure performance commerciale des Red Hot Chili Peppers, se vendant à plus de 16 millions d'exemplaires et plus de 1,4 milliard de streams sur Spotify,,.
Après une tournée de promotion pour Californication en Europe, les Red Hot Chili Peppers débutent le Californication Tour le 18 juin 1999 par un tour des festivals américains. Ils jouent notamment au festival de Woodstock 1999. La branche européenne du Californication Tour commence par un concert sur la Place Rouge de Moscou, pour le lancement de la chaîne MTV en Russie, où le groupe se produit devant 300 000 personnes,. En janvier 2000, les Californiens jouent au Japon, pour la première fois depuis 1992 et la tournée avortée par le départ de John Frusciante, ainsi qu'en Océanie : un documentaire dévoilant la vie du groupe pendant ces dates est présent en 2003 sur le DVD Greatest Hits and Videos. Les musiciens jouent ensuite pour leur public nord-américain du 24 mars au 22 septembre 2000, précédés, en première partie, par leurs amis des Foo Fighters et des Stone Temple Pilots. À cette date, la tournée se termine après 135 concerts en 15 mois.
Entre novembre 1999 et avril 2000, John Frusciante, profitant du peu de temps libre qu'offre une tournée mondiale, écrit des chansons pour son prochain album solo, inspiré par des groupes tels que Joy Division ou Depeche Mode.

### By The Way(2001-2003)

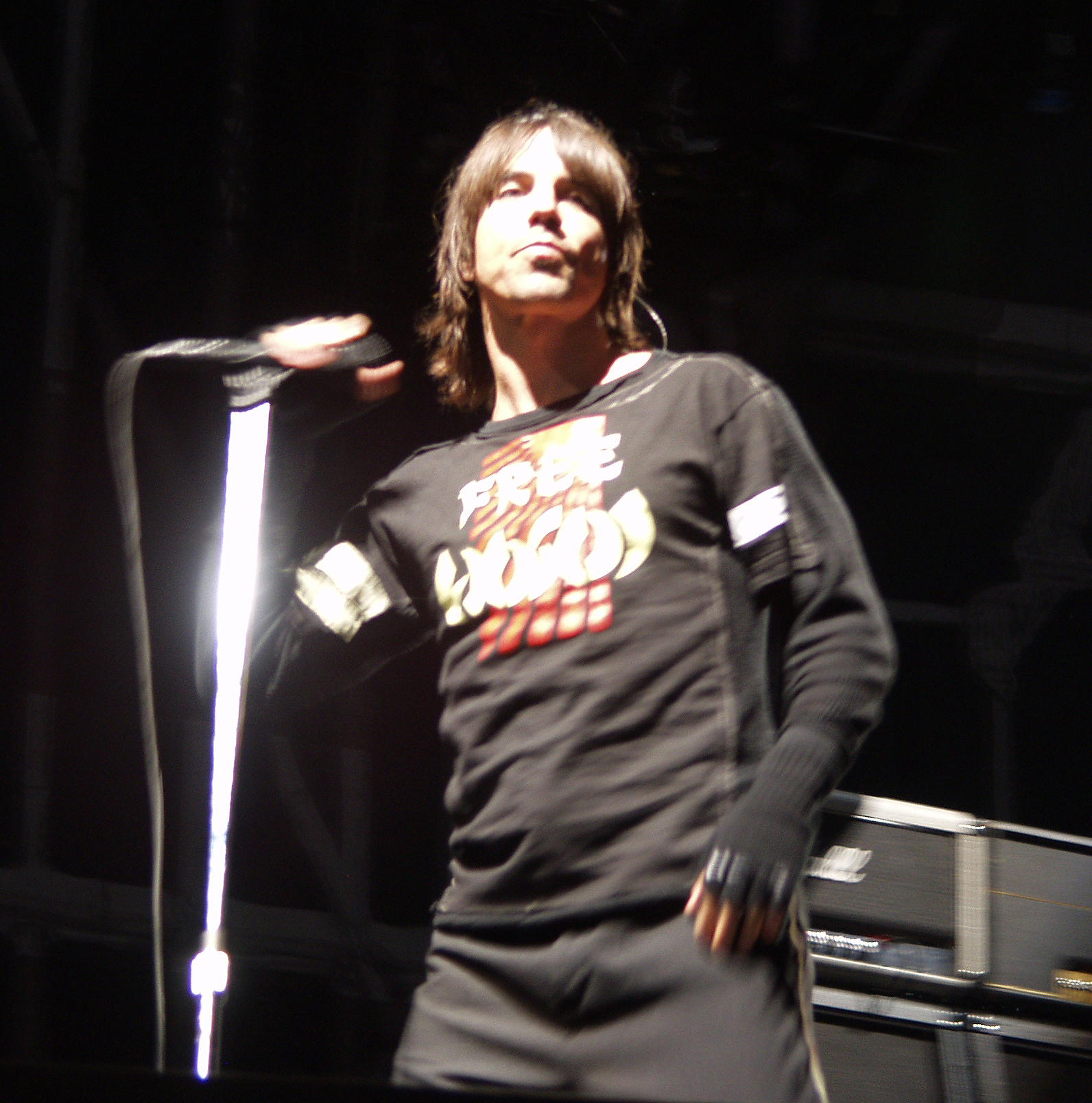
Anthony Kiedis en 2003.

Les Red Hot Chili Peppers se retrouvent dans le studio d'enregistrement de Flea en février 2001 pour répéter et commencer l'écriture d'un 8e album,. Initialement, le groupe, sous l'impulsion de John Frusciante, envisage d'écrire un album de punk rock, principalement inspiré de The Germs. Néanmoins, leur producteur Rick Rubin, reconduit pour une quatrième collaboration, pense différemment. Le 13 février 2001 sort To Record Only Water for Ten Days, le 3e album solo de Frusciante, auto-produit et enregistré chez lui,. Cet album « à l'écriture presque gothique » est riche en mélodies synthpop qui plaisent à Rubin, lui-même fraîchement inspiré par la musique des années 1960. Il convainc donc le groupe de s'en tenir à des chansons plus douces, plus mélodiques. En septembre 2001, près de 50 titres de travail, « de bouts de chansons, d'idées et de jams » sont écrits sur leur tableau en ardoise.
Contrairement aux sessions d'écriture de Californication, Frusciante s'impose maintenant comme force créative du groupe et dirige d'une main lourde l'écriture des chansons. Flea vit très mal cet encadrement autocrate de Frusciante, qui lui donne « l'impression [qu'il n'a] rien à offrir » au groupe, et envisage de quitter la formation dès la sortie de l'album. Chad Smith expliquera que le guitariste et le bassiste ont apaisé leurs tensions avant de partir en tournée.
Les Red Hot Chili Peppers entrent au Cello Studios (en) en octobre 2001 avec près de 30 chansons à enregistrer,. Un mois plus tard, l'enregistrement des pistes de base est terminé. Entre janvier et février 2002, le groupe investit la chambre no 78 de l'hôtel Château Marmont, à Los Angeles, pour l'enregistrement des voix d'Anthony Kiedis et de Frusciante. Le mixage de l'album se déroule sur un mois à partir de début mai 2002.
By the Way, 8e album des Red Hot Chili Peppers, sort le 9 juillet 2002. Album très mélodique où le funk disparaît pour laisser place à des chansons très pop, on y trouve les tubes By the Way, Can't Stop, The Zephyr Song, ainsi que Venice Queen, qui clôt l'album. La pochette de l'album est peinte par Julian Schnabel et représente sa fille Stella, qui est à l'époque la petite amie de Frusciante.
Avant même la sortie de By the Way, les Red Hot Chili Peppers entament une grande tournée mondiale. Le By the Way Tour débute le 15 juin 2002 en Italie et ouvre un premier tour des festivals européens et japonais. À l'automne 2002, les Californiens sont en Amérique du Sud et jouent pour la première et unique fois au Panama et au Venezuela. Ils poursuivent la tournée au Japon et en Océanie avant de réaliser leurs premiers concerts à Singapour et en Thaïlande en décembre 2002.
Flea, Smith et Frusciante participent, entre décembre 2002 et janvier 2003, à l'enregistrement du 4e album solo de ce dernier, Shadows Collide with People (2004).
Entre janvier et mars 2003, le groupe revient en Europe pour une tournée des salles, sous-nommée le Deep in Your Steeze Tour, dont The Mars Volta assure la première partie. La majorité des dates de cette tournée sont doublées pour recevoir le grand nombre de spectateurs. Neuf mois après la sortie de l'album, le By the Way Tour parvient enfin en Amérique du Nord pour 27 dates entre avril et juin 2003.
En 2003, Warner Records veut produire un second album compilation des Red Hot Chili Peppers et, contractuellement, demande aux quatre musiciens d'enregistrer deux titres supplémentaires à faire figurer sur l'album. En juillet 2003, le groupe entre au studio The Mansion, où il a enregistré Blood Sugar Sex Magik en 1991. En un mois, grâce à un élan de productivité inattendue, les pistes de base d'une quinzaine de titres sont enregistrées. La moitié des chansons sera finalisée. Les titres Fortune Faded et Save the Population sont intégrés à la compilation Greatest Hits, publiée le 18 novembre 2003. Deux chansons figurent dans l'édition bonus de By the Way tandis que le reste des enregistrements ne sera jamais publié à l'état de titres finalisés. En 2014, deux enregistrements instrumentaux supposément issus des Greatest Hits Sessions font surface sur Internet.
Le mois d'août 2003 voit les Californiens assurer une courte tournée de festivals européens. Ils sont notamment la tête d'affiche du Slane Festival, en Irlande, le 23 août 2003. Devant près de 85 000 spectateurs rassemblés dans l'amphithéâtre naturel, les Red Hot Chili Peppers livrent une prestation considérée comme l'une des meilleurs de l'histoire du groupe. Le lendemain, un journal irlandais titre : « Les Red Hot Chili Peppers étaient meilleurs que le sexe »,. Entièrement filmée, le groupe décide d'en faire son deuxième DVD live, Live at Slane Castle (2003), qui est publié le 17 novembre 2003 et qui enregistre des ventes considérables à Noël de la même année,. Le By the Way Tour prend fin le 27 octobre 2003 au Canada en clôture d'un second segment en Amérique du Nord, puis les Red Hot Chili Peppers décident d'une pause de six mois. Au cours de cet hiatus, Flea et Frusciante finissent d'apaiser leurs tensions.

### Stadium Arcadium(2004-2007)

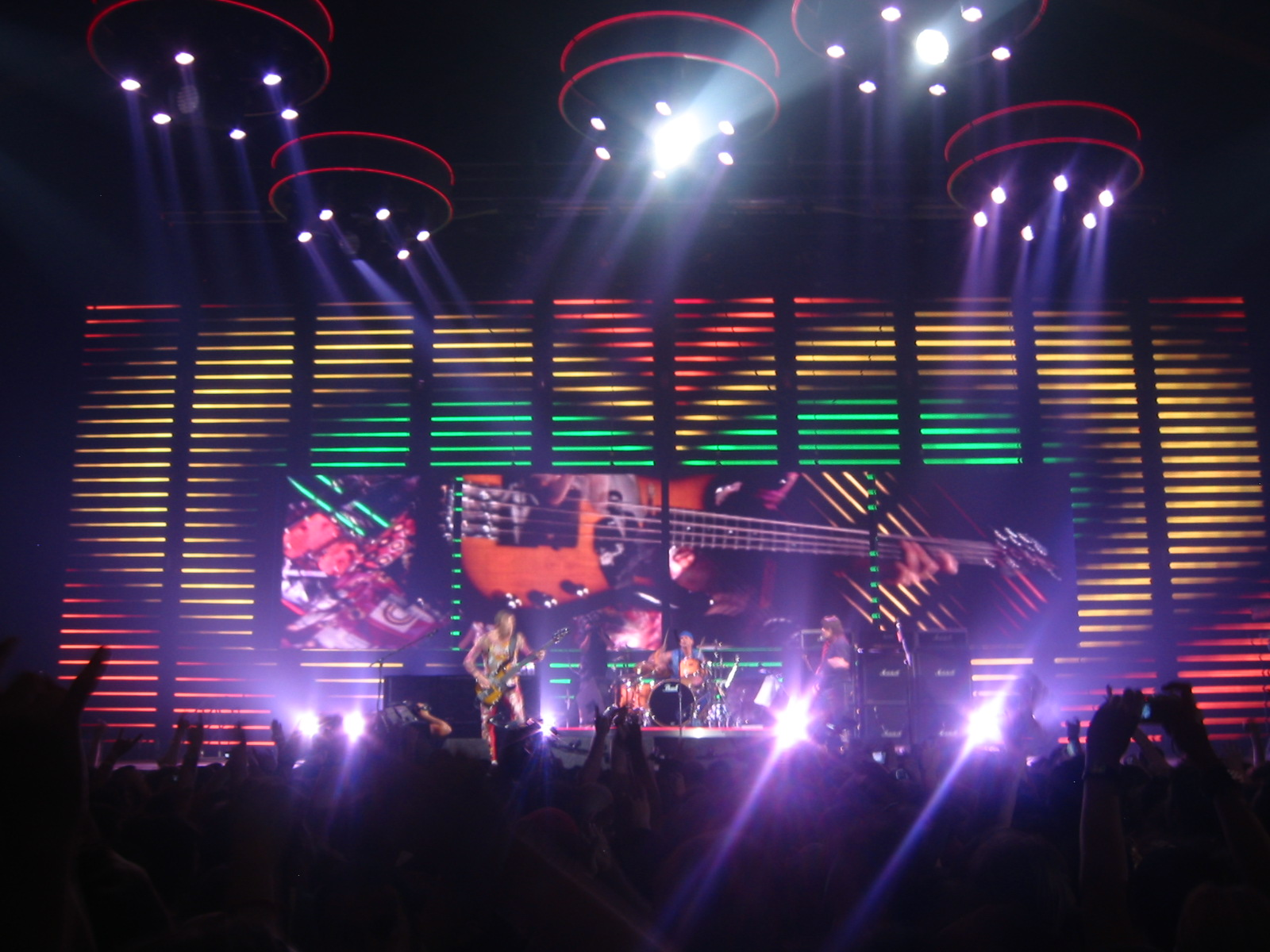
Les Red Hot Chili Peppers en concert à Lyon, en France, en 2006.

Au printemps 2004, Chad Smith espère retourner en studio, enregistrer une quinzaine de chansons et allier les plus convaincantes d'entre elles aux meilleurs titres enregistrés à l'été 2003 pour former le prochain album. John Frusciante exprime néanmoins son désaccord, estimant que « [son] jeu de guitare est différent, [qu'il] écoute des musiques différentes » et qu'il préfère laisser derrière lui les enregistrements de 2003.
Entre juin et juillet 2004, les quatre musiciens organisent une courte tournée en Europe et au Japon, intitulée le Roll on the Red Tour. Leur premier album en direct, Live in Hyde Park, est enregistré à cette occasion durant leurs performances dans Hyde Park à Londres. Les trois concerts (19, 20 et 25 juin) établissent un nouveau record du monde dans l'histoire de la musique : ils rapportent dix-sept millions de dollars et attirent 258 000 spectateurs[réf. nécessaire]. EMI décide alors de rééditer leurs quatre premiers albums en version remastérisée accompagnée des bonus (lives, démos, rares).
À une date comprise entre juin et septembre 2004, les Red Hot Chili Peppers se retrouvent dans leur espace de répétition situé dans la Vallée de San Fernando, à Los Angeles, et commencent à composer pour leur prochain album. Les musiciens écrivent « deux ou trois bouts de musique [par jour] » et enregistrent des démos. Il est initialement prévu que le groupe s'en tienne à un album « court, doux [et] simple » avoisinant une douzaine de titres. En trois mois, le quatuor écrit 38 chansons « méritant d’être enregistré et mixé »,.
Le 6 octobre 2004, Anthony Kiedis publie son autobiographie, Scar Tissue, dans laquelle il livre des détails sur ses amis, ses amours, sa lutte contre la drogue et sa passion pour la musique. Le livre contient également les paroles de certaines chansons du groupe, ainsi que l'histoire derrière chacune d'elles. S'il regrette un temps d'avoir publié ce roman pour les détails embarrassants sur ses amis et sa famille qui y figurent, Kiedis est agréablement surpris de l'accueil réservé par les lecteurs et par la postérité de l'ouvrage : « Ça valait la peine [de publier ce livre] parce que je rencontre tellement de gens qui viennent me dire que leurs enfants l’ont lu et se sont ressaisis à cause de ça »,.
Les Cello Studios (en) étant fermés, les quatre musiciens engagent l'enregistrement de l'album le 16 mars 2005, dans le studio personnel de leur producteur Rick Rubin, The Mansion,, à l'instar de Blood Sugar Sex Magik (1991) quinze ans plus tôt. Quelques jours après le début de l'enregistrement, Smith accueille son quatrième enfant, un petit garçon nommé Cole. À cette même période, Flea révèle aux autres membres du groupe qu'il présentait des signes de dépression durant le By the Way Tour. En octobre 2005, le bassiste devient pour la seconde fois père d'une petite fille, nommée Sunny Bebop.
L'atmosphère durant l'enregistrement est significativement plus détendue que pour les albums précédents. Selon Kiedis, il y a « très peu de tension, très peu d’anxiété, très peu de caprices ». Afin d'éviter le stress et l'épuisement créatif, les musiciens cadencent leur temps, travaillent moins de jour par semaine et s'accordent quelques vacances. Cet état d'esprit allégé encourage les musiciens à donner une plus grande liberté à la créativité de Frusciante. Une fois les pistes de base posées, le guitariste s'attelle à enregistrer les « overdubs » seul et jusqu'à 14 heures par jour.
L'enregistrement de l'album est achevé en décembre 2005 et le mixage débute aussitôt. Frusciante participe activement à cette phase, fort d'une expérience gagnée en 2004 avec ses six albums solos. En janvier 2006, l'album est à moitié mixé. Si l'idée d'un triptyque d'albums leur reste longtemps en tête,, les Red Hot Chili Peppers s'accordent à ne garder que 28 des 38, titres mixés pour former un album double, le premier de leur discographie. Neuf chansons figureront sur les différents singles de l'album, n'omettant donc qu'un seul des titres enregistrés de toute publication officielle.
Le 5 mai 2006 sort Stadium Arcadium, 9e album des Red Hot Chili Peppers, véritable retour aux sources du groupe et mélange de genre, entre des morceaux funk et d'autres plus mélodiques. L'album a pour premier single le tube Dani California et contient également Snow (Hey Oh) et Tell Me Baby. Dani California fait l'objet d'une polémique : Dan Gaffney, animateur de radio américain, affirme que ce titre est un plagiat d'une chanson de Tom Petty sortie en 1993 et intitulée Mary Jane's Last Dance[réf. nécessaire]. Toutefois, Tom Petty refuse de poursuivre les Red Hot en justice, ne croyant pas le plagiat volontaire. Le riff est également très semblable à celui d'une chanson de Metallica sortie en 1983, The Four Horsemen[réf. nécessaire].
Anthony Kiedis, grâce à son autobiographie, s'est, selon le guitariste John Frusciante, « libéré de l'espace dans sa tête : après la sortie du livre, il a écrit les paroles de trente-huit chansons ! Incroyable de sa part ! ».
Par la sortie de Stadium Arcadium, Warner Music offre aux fans la possibilité d'acheter de nouvelles versions des quatre albums précédents contenant deux ou trois morceaux inédits par album (faces-B).
Après l'intense Intergalactic Tour, qui se termine les 25 et 26 août 2007 aux Reading and Leeds Festivals après 132 dates, le groupe décide de prendre une longue pause : Kiedis et Smith proposent une pause d'un an mais Frusciante et Flea insistent pour un hiatus de deux ans.

### Pause et arrivée de Josh Klinghoffer (2008-2009)
Les membres du groupe mènent alors différentes activités. John Frusciante se consacre à l'écriture de son prochain album. Flea s'occupe activement de l'école de musique qu'il a fondée, le Conservatoire de musique de Silverlake. Il profite de cette pause pour apprendre le piano et étudier le solfège à l'université du Sud de la Californie. Il réalise également quelques collaborations musicales, notamment avec Thom Yorke, et sort sa propre marque de basse Fleabass (it). Chad Smith fonde le supergroupe Chickenfoot avec Michael Anthony, Sammy Hagar (tous deux ex-Van Halen) et Joe Satriani, et monte un autre groupe appelé Chad Smith's Bombastic Meatbats avec lequel il sort un premier album. Anthony Kiedis et sa compagne Heather Christie accueillent le 2 octobre 2007 un petit garçon nommé Everly Bear. Il est rapporté, au cours de l'année 2008, que le chanteur travaille avec HBO sur une série télévisée. Ayant comme titre de travail Spider and Son, la série retracerait l'enfance de Kiedis passée chez son père, alors dealeur de drogues, à Los Angeles,.
Le 4 septembre 2008, Flea, John Frusciante, Josh Klinghoffer et la batteuse Stella Mozgawa (en) « jamment » ensemble au Troubadour après que l'évènement caritatif Rock 4 Change, auquel ils devaient participer, se voit annulé. Ce concert devient la dernière prestation scénique de Frusciante avec un membre des Red Hot Chili Peppers avant février 2020. Vers la fin 2008, pendant le hiatus à longueur indéfinie du groupe, John Frusciante prend la décision de quitter une seconde fois la formation, se réservant d'en informer les autres membres. The Empyrean, album solo du guitariste, sort le 20 janvier 2009. Flea et Josh Klinghoffer participent à l'enregistrement de nombreux titres de l'album. Le 8 mai 2009, Anthony Kiedis participe à un évènement caritatif honorant sa personne, pour ses efforts à aider les personnes toxicomanes à se libérer de leurs addictions. Une performance est donnée par Flea, Chad Smith et lui-même, accompagnés par leur guitariste de concert Josh Klinghoffer ainsi que par les musiciens Bob Forrest, Iggy Pop et Ronnie Wood, entre autres. Frusciante n'est pas présent.
John Frusciante informe le groupe de son intention de les quitter le 29 juillet 2009. Flea contacte alors Josh Klinghoffer pour lui proposer de prendre la place de guitariste au sein du groupe. Klinghoffer est un ami proche et collaborateur de longue date de Frusciante : de 2002 à 2004, il participe à l'enregistrement des nombreux albums solos de Frusciante, et l'album de musique électronique A Sphere in the Heart of Silence se voit même crédité du nom des deux musiciens. Klinghoffer fait partie du groupe Ataxia en tant que batteur, formé sous l'initiative de Frusciante et qui compte Joe Lally à la basse. Le musicien est également déjà proche des Red Hot Chili Peppers, étant présent sur scène avec eux en tant que musicien additionnel sur les dernières dates de l'Intergalactic Tour en 2007. Les discussions entre le groupe, Josh Klinghoffer et John Frusciante s'étendent jusqu'en octobre de la même année, quand la nouvelle formation a commencer à jouer ensemble. Selon Klinghoffer, « John [Frusciante] a eu du mal à digérer que le groupe puisse ne serait-ce que concevoir de faire de la musique sans lui ».
En septembre 2009, le groupe est nommé pour être intronisé au Rock and Roll Hall of Fame.
Après une pause de plus de deux ans, le 12 octobre 2009, le groupe se réunit pour la première fois avec son nouveau guitariste pour une session de jam. Le jour même, les membres apprennent le décès de leur ami Brendan Mullen (en), gérant de salles de concert à Los Angeles, qui fut l'un des premiers à accorder leur chance à des groupes tels que Jane's Addiction ou Black Flag, ainsi qu'aux Red Hot Chili Peppers. Flea écrit la nécrologie de Mullen pour le Los Angeles Time.
Le 16 décembre 2009, John Frusciante met fin à une rumeur en annonçant officiellement, dans un post sur son blog Myspace, sa séparation avec le groupe. Il explique à cette occasion que son attrait pour la musique électronique le pousse à explorer cette voie-là plutôt que la musique rock,.

### I'm With YouetI'm Beside You(2010-2015)

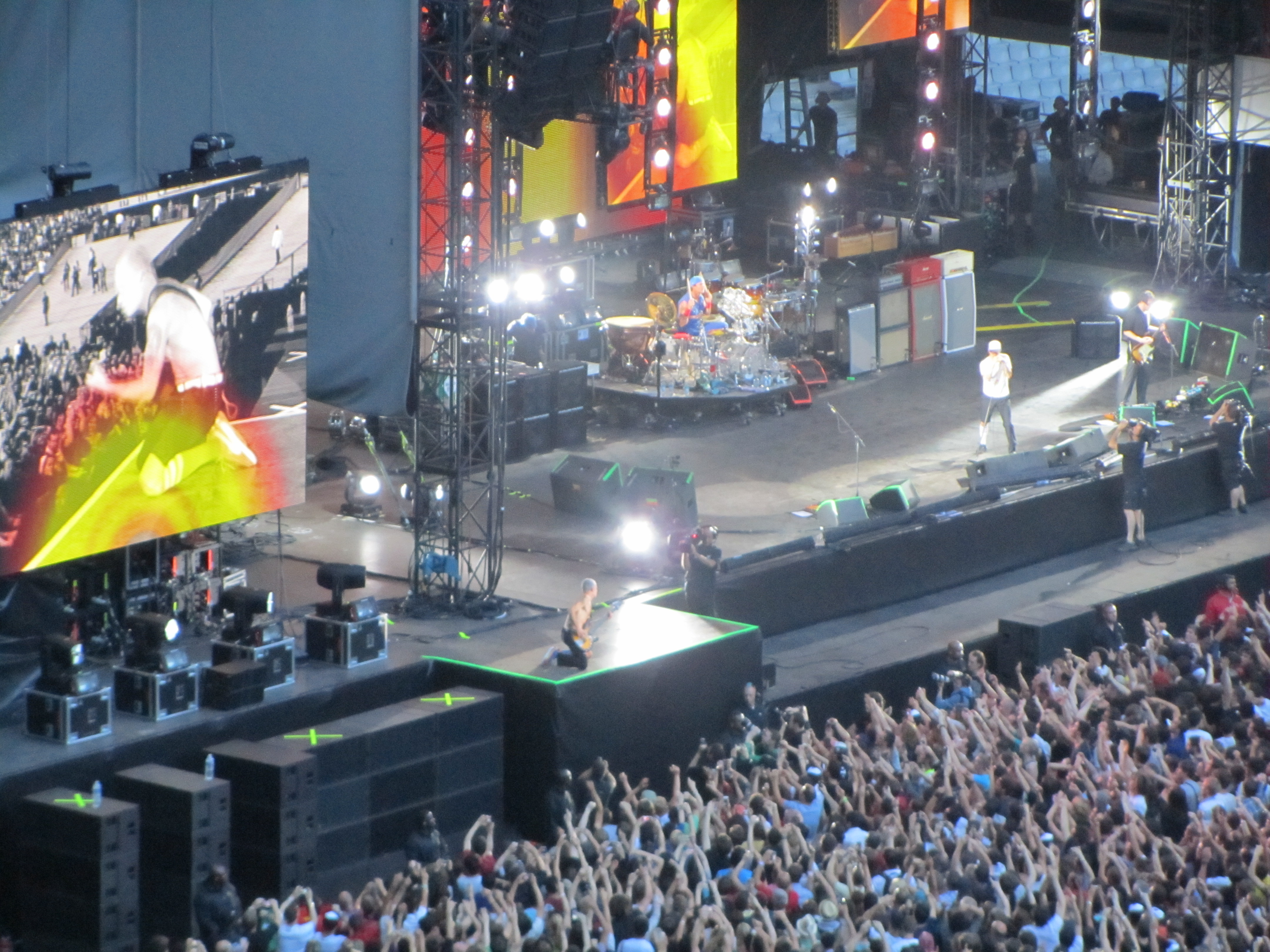
Le groupe en concert au Stade de France, le 30 juin 2012.

À cette même période, les Red Hot Chili Peppers, forts de leur nouveau guitariste Josh Klinghoffer, commencent à composer en vue d'un prochain album. En février 2010, Flea et Josh Klinghoffer s'envolent pour l'Éthiopie pour participer au projet Africa Express (en) sur l'invitation de Damon Albarn,.
À l'été 2010, les Californiens investissent une grange appartenant à Al Jardine des Beach Boys pour en faire un espace de répétition. Ils y introduisent leurs nouvelles compositions à leur producteur de longue date, Rick Rubin. Après neuf mois passés à écrire de nouvelles chansons, les musiciens entrent le 13 septembre 2010 aux EastWest Studios (en), à Hollywood, et au studio Shangri-La (en), à Malibu. Le groupe enregistre entre 50 et 70 titres « où Anthony Kiedis a pu poser sa voix », pour ce qui sera connu sous le nom des I'm with You Sessions. Josh Klinghoffer n'est cependant pas à l'aise avec les méthodes de Rick Rubin, qui le fait se sentir comme un étranger au sein du groupe. Le groupe sort du studio le 18 mars 2011, et entame des répétitions le 17 mai 2011.
Le 6 juin 2011, Chad Smith annonce, sur son compte Twitter, le 10e album des Red Hot Chili Peppers, intitulé I'm with You. Plus de cinq ans après la sortie de Stadium Arcadium, l'album sort le 26 août 2011 en Europe et le 29 août 2011 aux États-Unis. Le single The Adventures of Rain Dance Maggie est sur les ondes depuis le 18 juillet. L'album est composé de quatorze titres et marque l'arrivée de Josh Klinghoffer en tant que nouveau guitariste du groupe. À cette occasion, un concert spécial est donné à Cologne le 30 août et retransmis presque en instantané, dans plus de trente salles de cinéma françaises, mais également d'autres pays tels que les États-Unis, la Roumanie, le Chili ou le Royaume-Uni. De nombreuses dates sont proposées par le groupe, surtout par Chad Smith qui, depuis la fin de la tournée, ne cesse de donner des nouvelles. Ils commencent leurs premiers concerts au Japon au Summer Sonic Festival, les 7 et 8 août à Tokyo et Osaka ; puis au festival Rock in Rio le 24 septembre. D'autres concerts sont donnés au Pérou et en Colombie. Les dates de la tournée européenne promotionnelle du nouvel album passe en France, au Palais omnisports de Paris-Bercy les 18 et 19 octobre, trois ans après leur dernier concert dans le pays. Pour la première date française, les 16 000 billets se vendent en l'espace de cinq minutes. Seul AC/DC a fait mieux. Pour la promotion de leur album, les Red Hot Chili Peppers donnent un mini aperçu de leur concert sur le plateau du Grand Journal de Canal+ le (1er septembre 2011). Ils décident de faire une autre date en France, cette fois au Stade de France, le 30 juin 2012.
Un clip du premier single The Adventures of Rain Dance Maggie sort le 17 août. Une écoute en ligne de l'album sort sur la plateforme iTunes le 22 août 2011. La promotion de l'album se poursuit avec un deuxième single, Monarchy of Roses, qui sort uniquement aux États-Unis. En Europe, c'est Look Around qui sort uniquement en téléchargement, ainsi que Did I Let You Know pour le Brésil. Le troisième single officiel se nomme Brendan's Death Song.
Le 31 décembre 2011, le groupe est engagé par Roman Abramovitch, pour cinq millions de livres sterling, à se produire lors de son réveillon de la Saint-Sylvestre dans son domaine sur l'île de Saint-Barthélemy dans les Caraïbes. Le spectacle comprend une apparition spéciale de Toots Hibbert de Toots and the Maytals durant laquelle ils jouent une interprétation de Louie Louie ensemble,.
En janvier 2012, Anthony Kiedis se voit contraint de se faire opérer le pied et le groupe de reporter la tournée américaine prévue. Les membres du groupe profitent de ce temps libre pour enregistrer six démos de chansons au studio The Boat. Ces chansons ne sont pas finalisées par le groupe après la tournée, hormis Was Never There qui sera récupérée pour l'album To Be One With You de Klinghoffer.
En avril 2012, les Red Hot Chili Peppers sont intronisés au Rock and Roll Hall of Fame et sortent à cette occasion un EP de reprises des chansons de David Bowie, des Ramones, des Stooges, des Dion and the Belmonts, des Beach Boys et de Neil Young. Les enregistrements datent d'anciennes sessions studio, ou live comme pour I Get Around et Everybody Knows This Is Nowhere. Le soir de la cérémonie, ils jouent leurs morceaux phares By The Way, Give It Away et la reprise de Higher Ground de Stevie Wonder. Klinghoffer devient d'ailleurs le plus jeune artiste à être intronisé au Rock and Roll Hall of Fame, à l'âge de 32 ans, battant le record de Stevie Wonder qui l'a été à 38 ans. Pour ce dernier morceau, les RHCP invitent à monter sur scène Slash (guitariste des Guns N' Roses, intronisé lui aussi ce soir-là), Billie Joe Armstrong (chanteur et guitariste de Green Day), Ronnie Wood (guitariste des Rolling Stones) et George Clinton (chanteur de Parliament et de Funkadelic et producteur de l'album Freaky Styley).
Le 19 juillet 2012 est publié le premier EP solo de Flea, Helen Burns (en), sur le site Internet du Conservatoire de musique de Silverlake,.
Entre août 2012 et juillet 2013 sont publiés, de manière éparse, 17 titres sous la forme de neuf singles, disponibles uniquement au format vinyle, en téléchargement digital et en streaming. Ces singles sont issus des sessions d'enregistrement de l'album I'm with You. Un double vinyle, composé de ces mêmes 17 titres et intitulé I'm Beside You, est proposé à la vente le 29 novembre 2013, uniquement chez les disquaires dans le cadre du Black Friday.
Vers la fin 2014, après une année relativement pauvre en concerts, le groupe retourne au studio The Boat. Il enregistre une trentaine de démos et Anthony Kiedis aurait posé sa voix sur 18 titres. Au cours d'une session de snowboard avec Kiedis en février 2015, Flea se casse le bras gauche et doit passer six mois à réapprendre à jouer de son instrument. Le groupe ne jouera que trois concerts sur toute l'année 2015.

### The Getawayet préparation d'un nouvel album (2015-2019)
Les Californiens entrent au studio Sound Factory en septembre 2015 avec l'intention de changer de méthode d'enregistrement. Josh Klinghoffer avance l'idée de changer de producteur, évoquant sa relation compliquée avec Rick Rubin qui l'aurait fait se sentir comme un étranger au sein du groupe. Est engagé Brian Burton, dit Danger Mouse, pour produire leur prochain album, mettant un terme à 25 ans de collaboration ininterrompue avec Rick Rubin. Danger Mouse préfère abandonner les démos enregistrés en 2014 : certaines de ces chansons sont retravaillées et de nouveaux titres sont composés. Elton John est invité à jouer du piano sur le titre Sick Love.
Le 2 mai 2016, le groupe annonce un nouveau single, Dark Necessities, qui est publié le 5 mai 2016. À cette date, les Red Hot Chili Peppers présentent leur 11e album, The Getaway. Le 26 mai 2016 est publié le single éponyme, suivi de l'album le 17 juin 2016. La pochette de l'album est une peinture originale de Kevin Peterson, intitulée Coalition II.

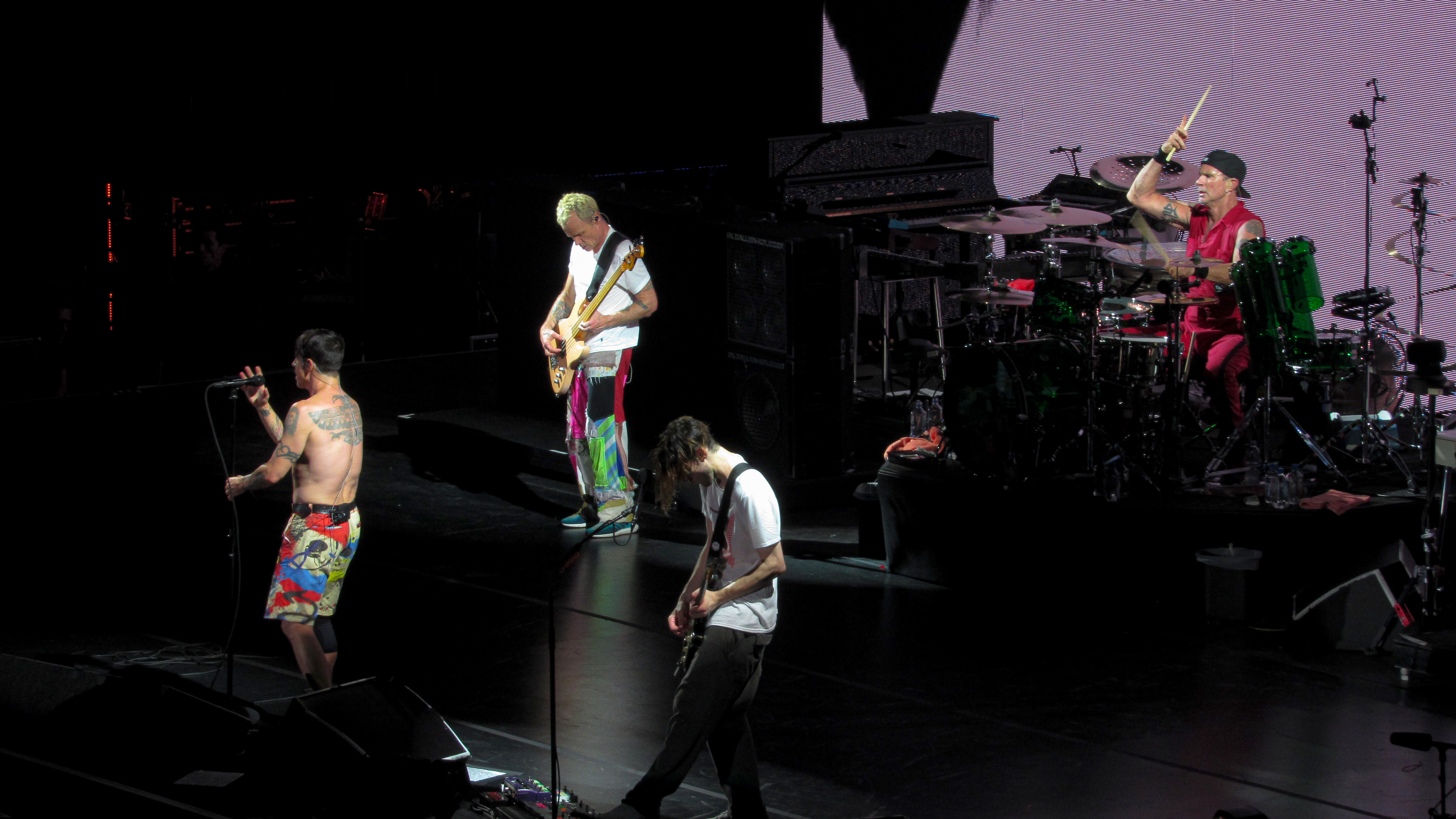
Les Red Hot Chili Peppers en concert à Bologne, le 8 octobre 2016.

Les Californiens entament le The Getaway Tour par une tournée des festivals à travers le monde, débutant en juin 2016 à Rock am Ring et se terminant les 27 et 28 août 2016 avec les Reading and Leeds Festivals. Il s'ensuit une tournée européenne jusqu'en décembre 2016, dont trois concerts d'affilée à Bercy. Elle est écourtée de ses deux derniers concerts à Dublin car Anthony Kiedis contracte la grippe. La tournée américaine débute en janvier 2017 et s'étend sur six mois. En mars 2017, trois dates sont reportées car Kiedis souffre d'une bronchite. Le groupe retourne en Europe pour quelques dates en juillet 2017, dont une participation à la première édition du festival Lollapalooza en France, avant de jouer une date unique en Amérique du Sud, au festival Rock in Rio le 24 septembre 2017. La tournée mondiale se clot officiellement le 18 octobre 2017 à Glendale, en Arizona, les dates américaines étant annulées en mars 2017. Pour ce dernier concert, Jack Irons, membre fondateur et ancien batteur de la formation, se joint au groupe pour jouer Fire de Jimi Hendrix. Le groupe participe à la tournée sud-américaine du festival Lollapalooza en mars 2018.
Le groupe s'attelle, entre fin 2018 et décembre 2019 et de manière éparse, à l'écriture de chansons pour un nouvel album, travail qu'ils manquent de perdre dans les incendies de 2018 en Californie.
Du 17 février et 9 mars 2019, les Californiens sont en tournée en Océanie, accompagnés de leur ancien producteur et ami George Clinton et son groupe Parliament-Funkadelic. Le 15 mars 2019, les Red Hot Chili Peppers donnent un concert aux Pyramides de Gizeh, leur premier en Égypte. À cette occasion, un documentaire sur le concert semble avoir été commandé, mais il ne sera jamais publié.
John Frusciante aurait repris contact avec Anthony Kiedis dès l'été 2018, au même moment où Flea et le guitariste sont vus ensemble pour la première fois depuis onze ans, lors d'un match de boxe à Los Angeles. Josh Klinghoffer et John Frusciante, qui étaient autrefois des amis proches, se parlent pour la première fois, « brièvement mais cordialement », au mariage de Flea le 19 octobre 2019. À la même époque, Flea et Frusciante « jamment » plusieurs fois ensemble, à l'insu de Klinghoffer. Anthony Kiedis et Flea sentent « qu'il est l'heure pour John [Frusciante] de revenir » et l'ancien guitariste se montre « intéressé » par cette idée lorsque Flea la lui évoque.
En novembre 2019, alors que le processus d'enregistrement de l'album n'a pas encore commencé, Flea révèle que le prochain album sortira en 2020,. Le bassiste publie ses mémoires, Acid for the Children, le 5 novembre 2019. Klinghoffer, sous le pseudonyme de Pluralone, commence sa carrière solo le 22 novembre 2019 par la sortie de To Be One With You.

### Second retour de John Frusciante et deux nouveaux albums (depuis 2019)

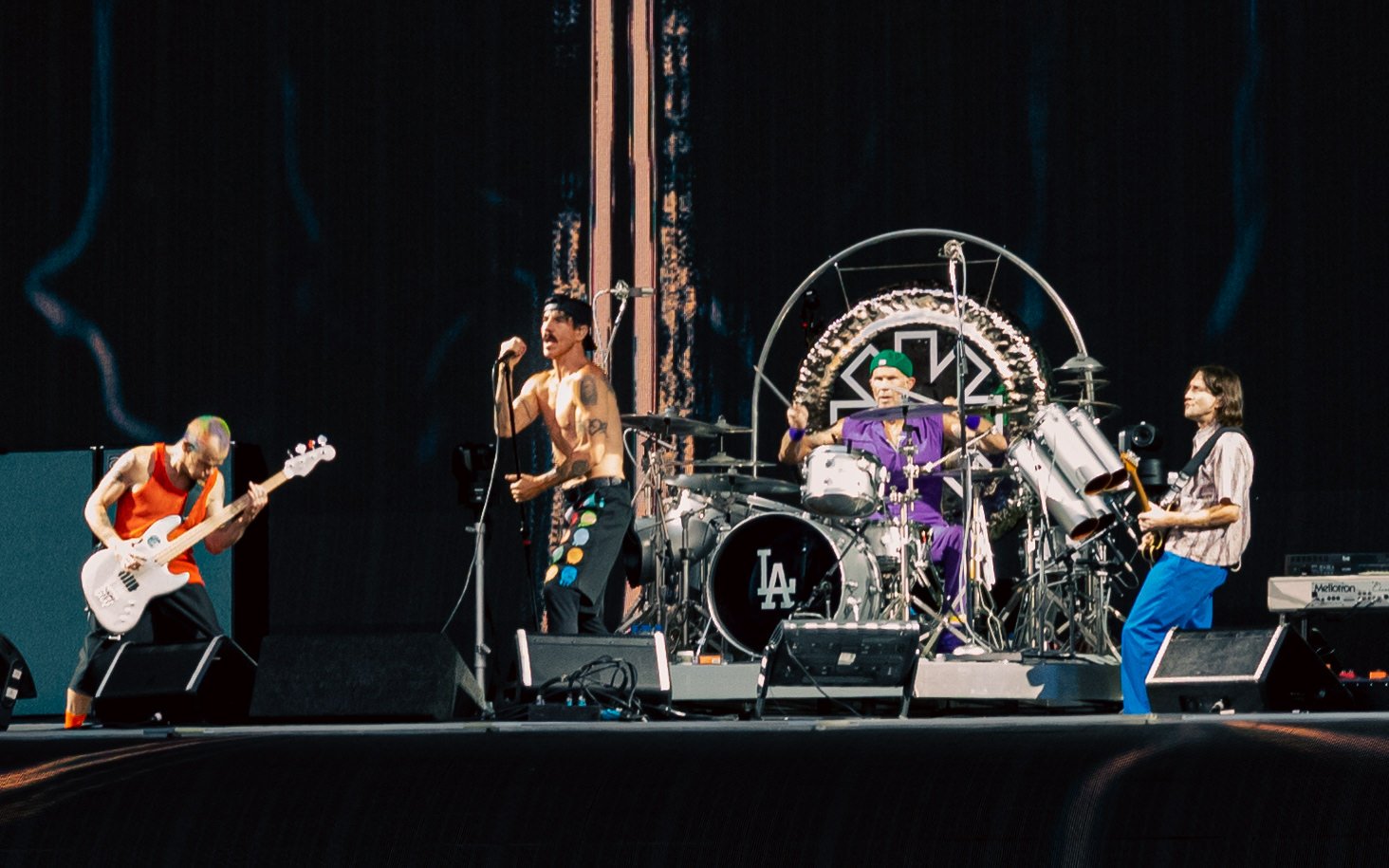
Le groupe en concert à Londres, le 26 juin 2022, durant la première tournée du groupe depuis le retour de John Frusciante en 2019.

Le 15 décembre 2019, quasiment dix ans jour pour jour après l'annonce du second départ de John Frusciante, Josh Klinghoffer se voit congédié par Flea, à l'issue d'une brève réunion de groupe. C'est la première fois qu'un membre du groupe part « sans déchirure ou tragédie » puisque Klinghoffer reste ami avec les membres du groupe, ce qui ajoute cependant « une tristesse autour du truc, ce qui le rend encore plus bizarre », selon ses dires. Le guitariste fait également part de son amertude quant à l'abandon de l'album en cours car « plus de la moitié de l'album était écrite » au moment de son départ mais, d'après Chad Smith, les quatre musiciens étaient « plus que déçus » par ce que cet album dégageait. Klinghoffer a joué 372 concerts en tant que guitariste principal des Red Hot Chili Peppers, son dernier concert devant un grand public étant celui du festival Rock in Rio le 3 octobre 2019. En 2021, il participe avec Smith à l'enregistrement de l'album Earthling (2022) d'Eddie Vedder puis rejoint Pearl Jam en tant que guitariste de tournée.
Dans la foulée du licenciement de Klinghoffer, les Red Hot Chili Peppers annoncent le retour de Frusciante dans un sobre et court communiqué partagé sur les comptes Instagram du groupe, de Flea puis de Smith. Frusciante évoque comme raison principale de son retour l'envie de vivre avec ses anciens acolytes un nouveau « sens de la collaboration et un échange d'idées », plus justes et plus encourageants, jugeant son comportement passé égocentrique. Au regret des fans du travail de Klinghoffer, la réintégration de Frusciante marque la fin de l'interprétation scénique des titres de I'm With You et de The Getaway.
Dès janvier 2020, le groupe se retrouve pour répéter ses chansons. Pour se réhabituer à jouer ensemble, les membres commencent par jouer des titres de Johnny « Guitar » Watson, des Kinks, des New York Dolls et de Richard Barrett, entre autres, ainsi que de « très vieilles » chansons des Red Hot Chili Peppers. Rick Rubin, invité pour assister au premier jam, se dit très ému de retrouver la formation avec qui il a collaboré sur quatre albums. Entre mai et septembre 2020, un minimum de dix concerts entre les États-Unis et l'Europe est prévu pour le groupe. Toutes les dates sont annulées ou reportées à la suite des restrictions sanitaires liées à la pandémie de Covid-19.
Les Red Hot Chili Peppers profitent de cette période pour prendre deux mois de congé durant lesquels ils composent à domicile. Ils se rassemblent ensuite au studio The Village (en) pour mettre leurs idées en commun. Rick Rubin reprend son rôle de producteur, « un choix évident » d'après Anthony Kiedis, et, fidèle à son habitude, reste passif et contemplatif durant ces premières sessions. Après un mois de pré-production, le groupe entre au studio Shangri-La de Malibu en septembre 2020 avec plus d'une centaine de chansons à travailler, dont environ 45 en « bon état » pour commencer l'enregistrement. Quelques chansons sont écrites après l'entrée en studio, notamment les titres Veronica et Eddie, cette dernière étant un hommage vibrant à Eddie Van Halen, décédé le 6 octobre 2020. Les pistes de base des chansons sont enregistrés en trois semaines. Anthony Kiedis passe cinq mois sur l'île de Kauai, à Hawaï, à écrire et enregistrer les paroles d'un total de 48 chansons, qui seront toutes « finalisées et mixées ».
Blackie Dammett, nom de scène de John Kiedis, père d'Anthony Kiedis, décède le 12 mai 2021. Figure importante dans la vie du chanteur, il est notamment le sujet des chansons Savior et The Hunter.
Initialement, Kiedis et Flea veulent sortir un « album géant » composé de quatre disques. Les deux musiciens doivent se raviser lorsqu'apparaissent des conflits de planning entre les dates de la tournée déjà confirmées et le temps nécessaire pour mixer et masteriser toutes les chansons. La solution retenue est de publier les titres sous deux albums différents. Le 7 octobre 2021, le groupe annonce ainsi une tournée mondiale débutant en Europe en juin 2022. Quelques jours plus tard, Chad Smith révèle à Rolling Stone que le prochain album est « presque fini ».
Le 28 janvier 2022, une vidéo énigmatique postée sur les réseaux sociaux du groupe comprend un riff de guitare, qui s’avérera être issu du premier single du prochain album : le 4 février 2022, après plus de six ans d'absence, les Red Hot Chili Peppers publient le single Black Summer, dévoilé avec un clip vidéo réalisé par Deborah Chow et posté sur YouTube. Le titre précède et annonce la sortie du 12e album du groupe, Unlimited Love, pour le 1er avril 2022. L'album est composé de 17 chansons, l'édition japonaise se voyant gratifiée d'un titre supplémentaire. D'après New Musical Express, Unlimited Love partage la création de riffs mélancoliques, de refrains entêtants et de mélodies doucement chantées « à l'image du précèdent travail de Frusciante avec les Red Hot Chili Peppers », tout en introduisant de nouveaux éléments « grungey » et acoustiques.
La veille de la sortie de Unlimited Love, le 31 mars 2022, les Red Hot Chili Peppers inaugurent leur étoile sur le Hollywood Walk of Fame, en présence de leurs amis de longue date George Clinton, Bob Forrest et Woody Harrelson. Le 1er avril, le groupe organise un concert surprise au Fonda Theatre (en) et joue pour la première fois des titres de l'album.
John Frusciante, Anthony Kiedis, Flea et Chad Smith retrouvent ainsi la scène à l'occasion de l'Unlimited Love World Tour. En France, les Californiens remplissent le Stade de France deux soirs de suite, les 8 et 9 juillet 2022. Aux États-Unis, l'Unlimited Love World Tour est la première tournée de stades où le groupe est la tête d'affiche exclusive.
Dès la sortie d'Unlimited Love, Anthony Kiedis déclare que les Red Hot Chili Peppers ont l'intention de sortir de nouveaux morceaux plus rapidement qu'au rythme d'un album tous les six ans. Les membres du groupe évoquent alors un potentiel prochain album composé à partir des 30 chansons inutilisées issues des sessions d'enregistrement d'Unlimited Love. John Frusciante estime que le groupe a gardé « certains des meilleurs titres » à cette fin et que cet album aurait « une énergie détendue, distincte de l’intensité [d'Unlimited Love] ».
Mo Ostin, directeur de Warner Bros. Records qui a signé avec le groupe en 1991, décède le 31 juillet 2022.
Les Californiens tiennent parole et présentent leur album suivant au cours du premier concert de la tournée américaine, le 23 juillet à Denver. Le 19 août 2022 est publié le premier single de l'album, Tippa My Tongue. Le 28 août 2022, à la cérémonie des MTV Video Music Awards, le groupe se voit récompensé des prix Global Icon Award et Meilleur Vidéo Rock pour le clip de Black Summer. Le second single issu de l'album, Eddie, est publié le 23 septembre 2022. Return of the Dream Canteen, le 13e album des Red Hot Chili Peppers, sort le 14 octobre 2022 et contient 17 titres.
Le 28 octobre 2022, D. H. Peligro, éphémère batteur du groupe en 1988, décède d'un traumatisme crânien après une chute en son domicile de Los Angeles, en Californie.
Début 2023, le groupe joue en Océanie, accompagné par Post Malone en première partie, ainsi qu'à Singapour et au Japon. L'Unlimited Love World Tour se poursuit dès le printemps 2023 avec une seconde succession de concerts aux États-Unis et en Europe. Le groupe joue en France le 11 juillet au Groupama Stadium, près de Lyon, et le 17 juillet à Carhaix-Plouguer dans le cadre du festival des Vieilles Charrues. Les Californiens touchent alors le plus gros cachet jamais déboursé par les organisateurs du festival, avec un montant estimé à 2 000 000 d'euros,.
Au cours d'un échange avec des fans le 21 avril 2024, Smith annonce que les Red Hot Chili Peppers ne composeront pas de nouvel album « avant 2025 ».

## Style musical

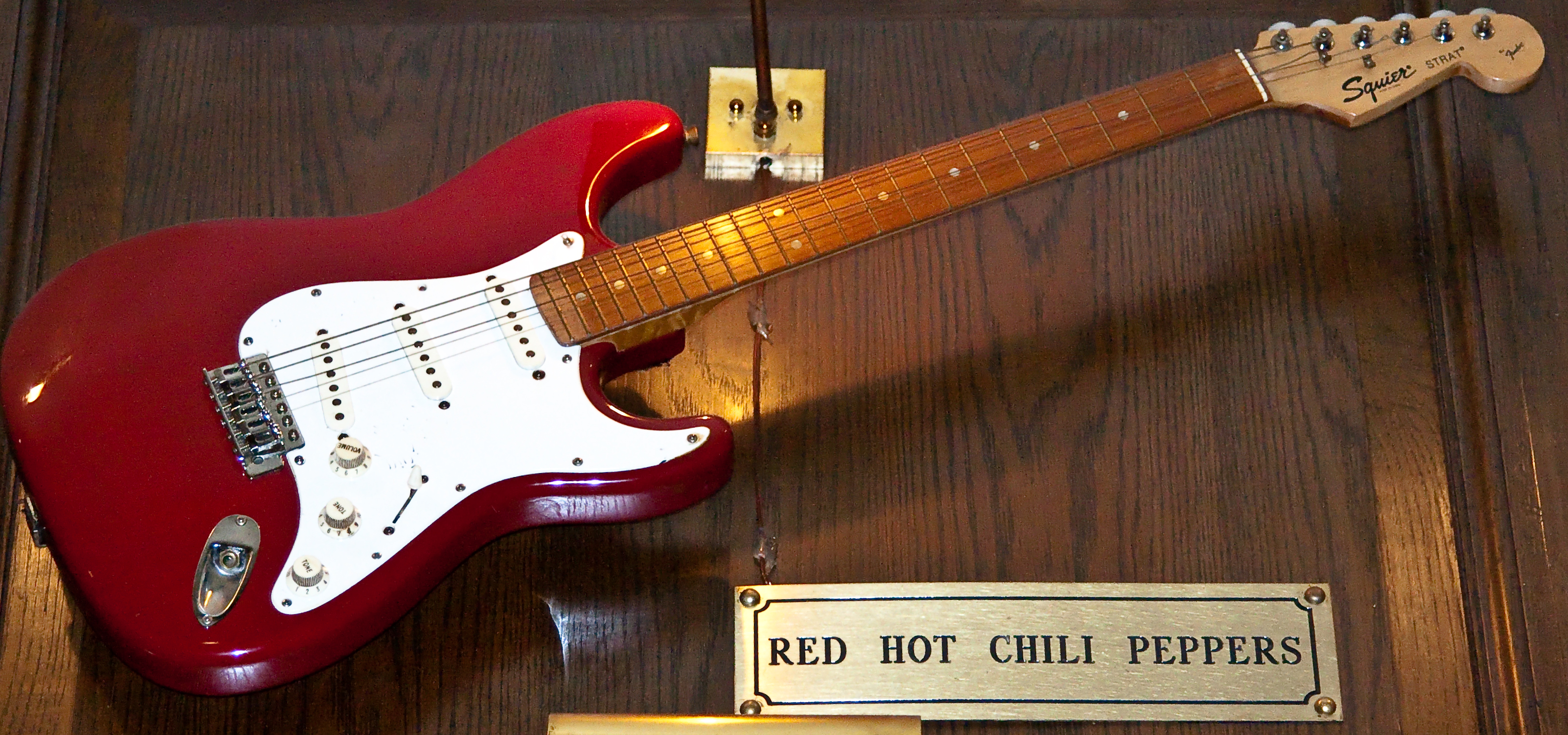
Guitare utilisée par le groupe, au Hard Rock Cafe du Caire.

### Caractéristiques et influences
Les Red Hot sont principalement connus pour le jeu puissant (slap bass) et déluré de Flea à la basse, la précision rythmique et un style de composition très particulier[Lequel ?][réf. nécessaire]. Sur scène, l'alchimie entre les musiciens, et notamment entre Flea et John Frusciante, est remarquable : leur capacité à improviser des jams créatifs rend chaque concert unique.
Le style de Flea à la basse s'inscrit dans la tradition fusion, empruntant beaucoup à des musiciens comme Bootsy Collins de Parliament-Funkadelic, John Paul Jones de Led Zeppelin ou Darryl Jenifer des Bad Brains. Flea est considéré comme l'un des plus grands bassistes de la scène rock, avec une grande diversité technique et un feeling hors du commun. Le magazine Rolling Stone le classe en effet 2e meilleur bassiste de tous les temps, juste derrière John Entwistle, bassiste du groupe The Who. Cet instrument, souvent relégué dans un rôle d'accompagnement, occupe une place très importante dans la composition des morceaux du groupe. Beaucoup des compositions des Red Hot Chili Peppers sont centrées sur la basse, surtout jusqu'à l'album Mother's Milk, à partir duquel les spectaculaires performances de Flea sont employées de manière plus parcimonieuse. Le jeu de basse reste cependant un pilier du son des Red Hot Chili Peppers (comme dans By The Way, tirée de l'album homonyme, ou Coffee Shop, tirée de One Hot Minute). Flea fait également partie du groupe de Thom Yorke, Atoms For Peace dans le cadre de la tournée de 2009, dans lequel son jeu de basse très particulier est très exploité.
Le jeu de guitare, bien qu'ayant beaucoup évolué dans l'histoire du groupe (qui a vu se succéder cinq guitaristes au gré de ses dix albums : Jack Sherman, Hillel Slovak, Dave Navarro, John Frusciante et Josh Klinghoffer), emprunte d'une manière générale beaucoup au style de Jimi Hendrix, avec un son souvent saturé. Mais les similitudes s'arrêtent là : si Jack Sherman, qui n'a joué qu'en tant que remplaçant d'Hillel Slovak sur le premier album du groupe, essayait de se rapprocher au maximum du style de Hendrix, très inspiré par le blues et le funk (en plus d'être le guitariste original, Hillel Slovak avait composé presque tous les titres de l'album), les instrumentistes qui se sont succédé après le décès de ce dernier par overdose ont chacun imposé leur style propre : John Frusciante, considéré par beaucoup comme « le » guitariste des Red Hot Chili Peppers, a apporté plus de mélodie et de profondeur, et Dave Navarro un style plus proche du rock progressif et du heavy metal. John Frusciante crée des textures à l'instar de plusieurs guitaristes new wave dont il se revendique, dont John McGeoch de Siouxsie and the Banshees, Johnny Marr de The Smiths et Bernard Sumner de Joy Division.
Le premier batteur du groupe, Jack Irons, a été remplacé dès les deux premiers albums par Cliff Martinez. Ce poste est occupé depuis la fin des années 1980 par Chad Smith. Lors de son audition, celui-ci a surpris le groupe par son jeu très énergique. Après la sortie de Blood Sugar Sex Magik, il a même été considéré comme l'un des meilleurs batteurs de rock de son temps, dans la lignée de John Bonham du groupe Led Zeppelin[réf. nécessaire].
Enfin, Anthony Kiedis est, grâce à la grande diversité de styles qu'il aborde, un chanteur à part dans l'univers du rock. À l'été 1982, le groupe Grandmaster Flash and the Furious Five publie le single The Message, un titre pionnier de l'histoire du hip-hop. Le jeune Kiedis, alors 20 ans, admire les multiples talents du groupe : la mise en scène, les rythmes, le rap, le funk. Il réalise alors qu'il n'a pas besoin d'avoir une belle voix pour avoir sa place sur scène. Le futur chanteur est également grand admirateur du groupe de funk rock Defunkt et de leur premier album éponyme, sorti en 1980. Les parties vocales des Red Hot Chili Peppers sont en effet aussi souvent rappées que chantées ou même parlées (style caractéristique de l'album Blood Sugar Sex Magik). Anthony Kiedis est capable d'interpréter des morceaux de rap d'une manière tout à fait originale, en suivant la mélodie et non pas le rythme, comme c'est normalement le cas dans le rap. Très critiquées aux débuts du groupe, la qualité et la diversité de son chant se sont, de l'avis général[réf. nécessaire], légèrement améliorées depuis l'album Freaky Styley. Les avis des fans du groupe quant à son chant restent néanmoins très hétérogènes et ses prestations scéniques font ainsi rarement l'unanimité[réf. nécessaire].
Pour leur troisième concert, le 6 janvier 1983, les Red Hot Chili Peppers sont présentés comme un groupe de p-funk rap . Une grande partie de la réputation du groupe à ses débuts vient de ce qu'il a été l'un des premiers à fusionner punk, funk et rap à l'instar de certains groupes de hip-hop, comme les Beastie Boys. Enfin, avec Faith No More, Rage Against the Machine ou Fishbone, qui partagent une grande partie de leurs influences, on considère les Red Hot Chili Peppers comme l'un des groupes ayant lancé le mouvement fusion, qui a plus tard influencé le nu metal, genre musical apparu à la fin des années 1990.

### Composition
Lors de l'écriture de chansons, les Red Hot Chili Peppers ne s'imposent pas de limites et explorent différents styles.
Depuis leur rencontre en 1988, Flea et John Frusciante se livrent à une pratique de composition qu'ils appellent un « affrontement » : « Lorsque l'on compose et qu'on trouve un bon couplet mais qu'il faut une autre section, […] on se rend chacun dans une pièce différente, et j’écris une partie et Flea écrit la sienne. On essaye tous les deux d’écrire un refrain ou un pont ou quoi que ce soit, puis on revient dans le studio et on joue chacun notre section et l’une d’entre elles se retrouve dans la chanson. Ou parfois les deux font partie de la chanson », explique Frusciante. Les deux musiciens ont pour habitude de composer chez eux en jouant « pendant des heures », puis de mettre en commun leurs idées à la prochaine répétition du groupe. Frusciante estime n'avoir pas de mal à compléter les compositions de basse de Flea : « La plupart du temps, le premier [riff] que je joue [...] est ce qui finira sur l'album ».
Les solos de guitare de Frusciante sont généralement improvisés à l'enregistrement.
Anthony Kiedis dit prendre des notes au moment même où l'inspiration lui vient, « peu importe la situation ». Il ajoute préférer s'isoler pour écrire ses paroles : « J'aime m'asseoir dans mon jardin, jouer les démos enregistrées [à la précédente session d'écriture] sur une enceinte et écrire [mes textes] ». Kiedis écrit également des poèmes qu'il tient dans un recueil : le tube planétaire Under the Bridge (1991) faisait initialement partie de ces poèmes et le chanteur n'avait pas l'intention d'inclure le texte dans une chanson des Red Hot Chili Peppers. Similairement, le texte slamé en coda de Death of a Martian (2006) est issue du recueil du chanteur, qui estima qu'il concordait avec la chanson,.
Rick Rubin est un producteur ayant collaboré avec des artistes aux styles très variés, allant du hip-hop des Beastie Boys au nu metal de Slipknot. Pour Flea, Rubin ne cherche pas à produire un son qui lui serait propre, contrairement à un producteur comme Phil Spector : « [Rick Rubin] perçoit l'essence de la musique [de l'artiste qu'il produit] et fait de son mieux pour aider [l'artiste] à en tirer le meilleur. […] Il aide l'artiste à faire briller l'aspect magique [de la] chanson ». Rubin a une approche décontractée du travail en studio, laissant les Red Hot Chili Peppers « faire ce qu'ils veulent ». En 2015, les Red Hot Chili Peppers cherchent à « travailler différemment » et collabore avec le producteur Danger Mouse. Selon Flea, The Getaway est l'album « comportant le moins d'improvisation » de toute la discographie du groupe, présentant notamment beaucoup de boucles de batterie.

## Image et impact socio-culturel

### Identité

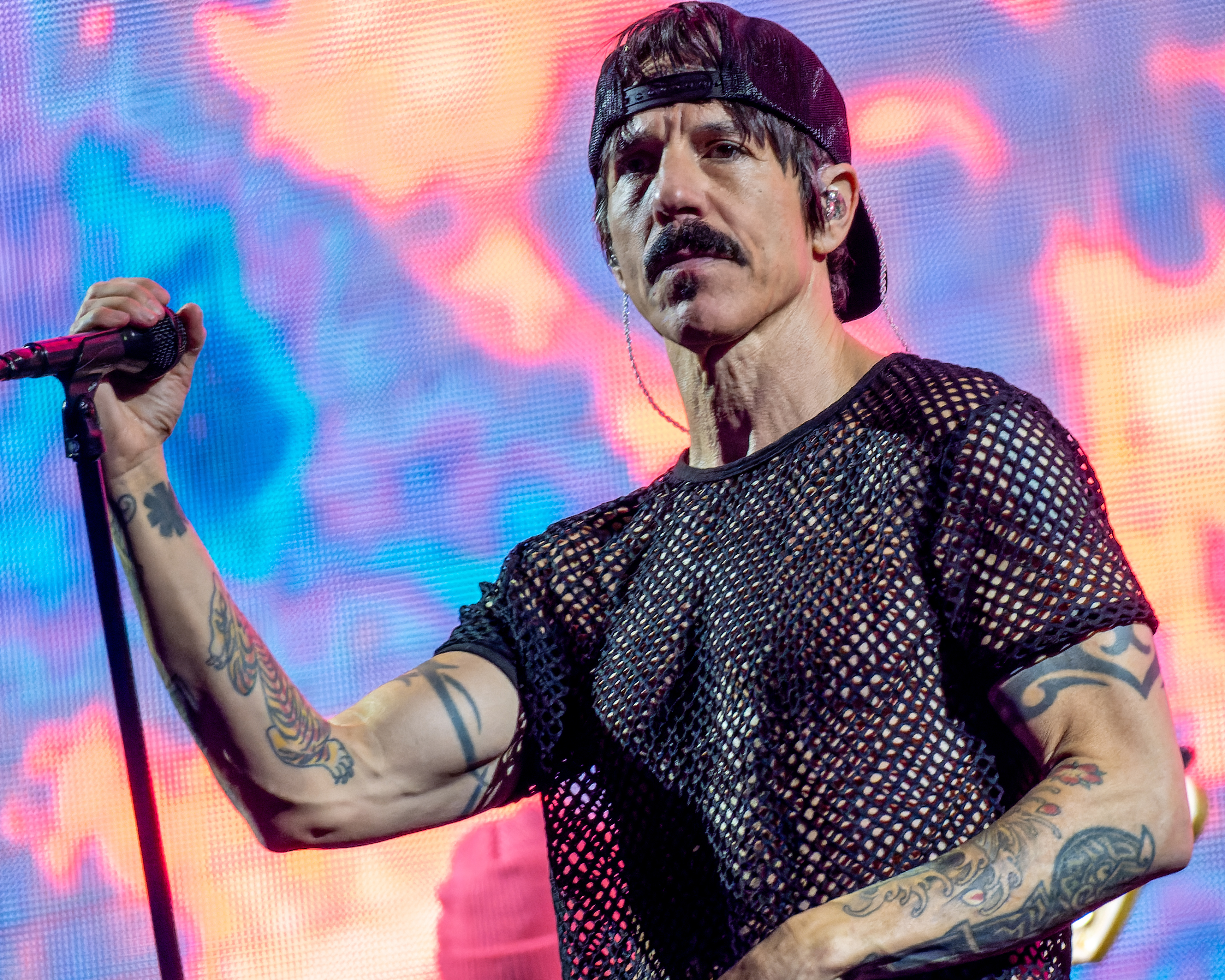
Le tatouage de l'astérisque est visible au poignet droit d'Anthony Kiedis.

Anthony Kiedis et Flea s'amusent a expliquer que le nom Red Hot Chili Peppers aurait été trouvé dans « buisson psychédélique qui fait pousser des noms de groupe » ou bien dans « un arbre à noms de Wattles Park », sur les hauteurs d'Hollywood, à Los Angeles,. Il est probable que le nom du groupe puise son inspiration auprès d'autres formations musicales, notamment de jazz : le premier groupe de Louis Armstrong se nomme les Hot Five, le pianiste Jelly Roll Morton enregistre en 1926 avec ses Red Hot Peppers et dans les années 1970 évolue en Angleterre un groupe de rock du nom de Chilli Willi and the Red Hot Peppers (en),.
Les Red Hot Chili Peppers adoptent vers la fin des années 1980 un logotype en forme d'astérisque rouge. Anthony Kiedis explique l'avoir dessiné en 1984 à la demande de leur label EMI, mais son utilisation semble très limitée jusqu'à la sortie de The Uplift Mofo Party Plan en 1987. Le chanteur aurait griffonné la forme géométrique « sur un coup de tête », sans réfléchir à une signification particulière, avant de la transmettre à la maison de disque. Le logotype n'a pas évolué depuis. La police de caractères utilisée pour le nom du groupe enveloppant l'astérisque est la Franklin Gothic. Plusieurs sens sont rétroactivement attribués à l'astérisque. Kiedis s'amuse du fait que la forme représenterait « l'anus d'un ange du Paradis, vu depuis la Terre ». L'astérisque serait notamment une interprétation du symbole du chaos (en) : ce signe, imaginé par l'écrivain Michael Moorcock en 1970, réprésente la complexité des choix présentés au cours d'une vie.
Tous les membres des Red Hot Chili Peppers, actuels ou anciens à l'exception de Josh Klinghoffer, sont tatoués. Kiedis noue une relation avec le tatoueur néerlandais Hank Schiffmacher (en), dit Hanky Panky, après le passage du groupe au festival Pinkpop de 1988,. Chaque membre actuel du groupe, ainsi que Jack Irons, s'est fait tatouer au moins une fois par Hanky Panky. Chad Smith et John Frusciante reçoivent tous deux un tatouage d'une pieuvre de sa main. Kiedis et Frusciante se font tous les deux tatouer l'astérisque sur le poignet droit vers le début d'année 1989. Depuis, les fans les plus fervents reproduisent la démarche en guise de signe de reconnaissance. Si Kiedis apprécie cet hommage, il se dit embarrassé lorsque des admirateurs se font tatouer des portraits de membres du groupe ou bien qu'ils arborent les mêmes dessins que lui.

### Polémiques et controverses

#### Atteintes sexuelles sur mineures etCatholic School Girls Rule
Anthony Kiedis relate ouvertement, dans son autobiographie Scar Tissue (2004), avoir détourné une adolescente anonyme de quatorze ans et avoir eu plusieurs rapports sexuels avec elle alors qu'il avait vingt-trois ans. Il écrit avoir rencontré la jeune fille en coulisses après un concert des Red Hot Chili Peppers à la Nouvelle-Orléans en 1984. Il l'aurait invité dans sa loge où ils auraient eu un premier rapport sexuel à l'initiative de l'adolescente. Ils auraient ensuite « passé la nuit ensemble » et le chanteur y aurait appris que la jeune fille étudie dans une école catholique. L'adolescente aurait accompagné Kiedis et le groupe jusqu'à sa prochaine destination, Baton Rouge, pour un concert « le lendemain ». Après le concert, elle aurait dit à Kiedis : « Mon père est Chef de police et tout l'État de la Louisiane me recherche parce que j’ai disparue. Oh, et à part ça, je n’ai que quatorze ans », après quoi ils auraient eu un dernier rapport sexuel avant que Kiedis ne la raccompagne à la gare routière où ils se séparent,. Le récit de Kiedis est difficile à corroborer à la réalité car, s'il est avéré qu'un concert à Baton Rouge eu bien lieu le 12 décembre 1984, il est impossible de prouver la tenue d'un concert à la Nouvelle-Orléans la veille. Il est également impossible de vérifier la tenue d'une quelconque opération de police pour enlèvement d'enfant à cette date et Kiedis n'a jamais été poursuivi pour cette affaire.
Cette expérience lui inspire néanmoins les paroles impétueuses du titre Catholic School Girls Rule, présent sur l'album Freaky Styley (1985) des Red Hot Chili Peppers,. La chanson s'accompagne d'un clip vidéo jugé « particulièrement salace » : on y voit notamment une jeune femme se déshabiller et danser avec la poitrine apparente puis, parodiant les codes de l'Église catholique, un Kiedis crucifié se défait de ses liens et porte la Croix. La vidéo est interdite par MTV et n'est diffusée que sur la chaîne payante Playboy TV. Malgré cela, Catholic School Girls Rule est retenue pour être présente sur les compilations The Abbey Road E.P. (1988) et What Hits!? (1992). Catholic School Girls Rule n’a été jouée en concert que quatre fois depuis 1988, la dernière performance datant du 5 mai 2007 au Fonda Theatre (en), à Los Angeles.
Dans Scar Tissue, Kiedis révèle également qu'à l'âge de vingt-quatre ans, il entame une relation avec l'actrice britannique Ione Skye alors qu'elle n'est âgée que de seize ans, bien que l'âge de consentement en Californie ne soit fixé à 18 ans. Leur relation dure trois ans. En 2022, Skye confirme les propos de Kiedis et affirme qu'elle « n'approuve [plus] cet écart d'âge ».

#### Agressions sexuelles
Le 21 avril 1989, après un concert à l'Université George-Mason à Fairfax, en Virginie, les Red Hot Chili Peppers auraient émis des commentaires sexuellement dégradants à l'encontre d'admiratrices regroupées devant leur loge. Alors que les musiciens se changent dans leur loge, une étudiante du nom de Joan Crown, ayant proposé au groupe de les véhiculer jusqu'à leur hôtel, se présente devant leur loge. Anthony Kiedis lui ouvre la porte et, nu, lui adresse « quelques insinuations désinvoltes » mais lui aurait également touché la joue avec son pénis. Les Red Hot Chili Peppers auraient également volé la voiture de la jeune femme afin de rentrer d'eux-mêmes à leur hôtel, la poussant à porter plainte contre le groupe et leur manager. Le chanteur insiste que l'évènement « a été démesuré par les médias et l’accusation » et nie avoir touché la femme avec son pénis. Selon lui, « c'était une chose amusante qui est arrivée en coulisses[,] il n'y a jamais eu de mauvaise intention ». Pour ce comportement, Kiedis est condamné en avril 1990 pour « agression sexuelle et exposition indécente » à une amende de 2 000 dollars.
Le 14 mars 1990, les Red Hot Chili Peppers filment une performance de leur titre Knock Me Down (1989) sur la plage de Daytona Beach, en Floride, pour le MTV Spring Break (en). À la fin de la représentation, après que les musiciens soient « devenus fous » et détruisent leur équipement, Flea descend dans le public et attrape une étudiante de 20 ans qu'il jette sur ses épaules. Chad Smith retire partiellement le bas du maillot de bain de la jeune femme et commence à lui gifler les fesses. La femme tombe alors sur le sable et Flea lui monte dessus, lui intimant de lui faire une fellation. Alertés par les cris de la victime, les deux musiciens sont escortés hors du site par la sécurité de MTV. L'étudiante est secouée et contusionnée et décide de porter plainte. Le lendemain, après la représentation du groupe au Marriott Club de Daytona Beach, Flea et Smith sont arrêtés par la police du Comté de Volusia. Les chefs d'accusation portés à l'encontre de Flea sont « agression, conduite désordonnée et incitation à commettre un acte contre nature et lascif » tandis que n'est retenue que l'agression contre Smith. Ils sont libérés sous caution après avoir réglé de 2 000 et 1 000 dollars respectivement. Le 9 août 1990, ils sont chacun condamnés à reverser 5 000 dollars au Centre d'aide aux victimes de viol du Comté de Volusia, à une amende de 1 000 dollars, à 300 dollars de frais de justice et à formuler une excuse à la victime. Smith reconnaît s'être « clairement laissé emporté par la théâtralité du moment [et dit comprendre] à quel point [ses] actions étaient inappropriées »,,. Flea revient sur l'évènement en 1992 dans une interview pour Rolling Stone, évoquant que, par dépit de devoir faire une performance en playback, le groupe à voulu « tirer le meilleur parti d’une situation bidon » en provoquant du tumulte. Il dit avoir chuté dans la foule après être monté sur les épaules de Kiedis, et avoue avoir « juste attrapé la première chose devant [lui], il se trouve que c’était une fille ». S'il reconnait avoir abusé verbalement de la jeune femme, il nie toute agression sexuelle.
Le 9 juin 1990 est diffusé sur la chaîne britannique ITV un épisode du late show James Whale Radio Show où les Red Hot Chili Peppers, invités, interprètent une reprise a capella du titre Sex Rap (1985). Juste après la performance, Smith étreint l'actrice brésilienne Cleo Rocos (en), mimant une danse, l'amène sur le plateau principal et la force à se rassoir dans une position dégradante. Alors que l'animateur James Whale aide la jeune femme à se relever, Kiedis s'approche d'elle en rampant et tente de mettre sa tête sous sa robe. John Frusciante lui caresse les cheveux et le visage tandis que Flea approche son visage de l'actrice tout en remuant la langue. Kiedis et Smith finissent par baiser le bras et le cou de Rocos alors que, visiblement gênée par ces attouchements, elle leur intime d'arrêter,,. Bien que cette séquence fut diffusée à la télévision, aucunes charges ne seront pressées à l'encontre des Red Hot Chili Peppers.
En 2016, Julie Farman publie un essai sur son blog Live From The Grayish Carpet accusant les musiciens de harcèlement sexuel à son encontre. En 1990, alors qu'elle est directrice associée des relations médias et artistes chez Epic Records et que le groupe est en négociations avec ce même label, Farman aurait accompagné deux membres non identifiés du groupe à un débarras pour qu'ils puissent récupérer des disques compact et des goodies. Là, ils l'auraient pressé contre un mur et lui auraient « parlé de toutes les façons de faire un sandwich super sexy », à comprendre un triolisme. Farman, « humiliée et étrangement honteuse » de cette situation, aurait dans la foulée reçue des excuses « qui semblait récitées par cœur » de la part du manager du groupe. Dans cet essai précurseur au mouvement MeToo, l'ancienne directrice associée impute son silence de 25 ans sur cet évènement au climat misogyne qui règne dans l'industrie musicale : « Le harcèlement sexuel allait de pair avec l’industrie de la musique — c’était une réalité quotidienne — et beaucoup [de femmes] n’ont même pas réalisé que quelque chose n’allait pas »,,.

#### Rivalité avec Faith No More et Mr. Bungle

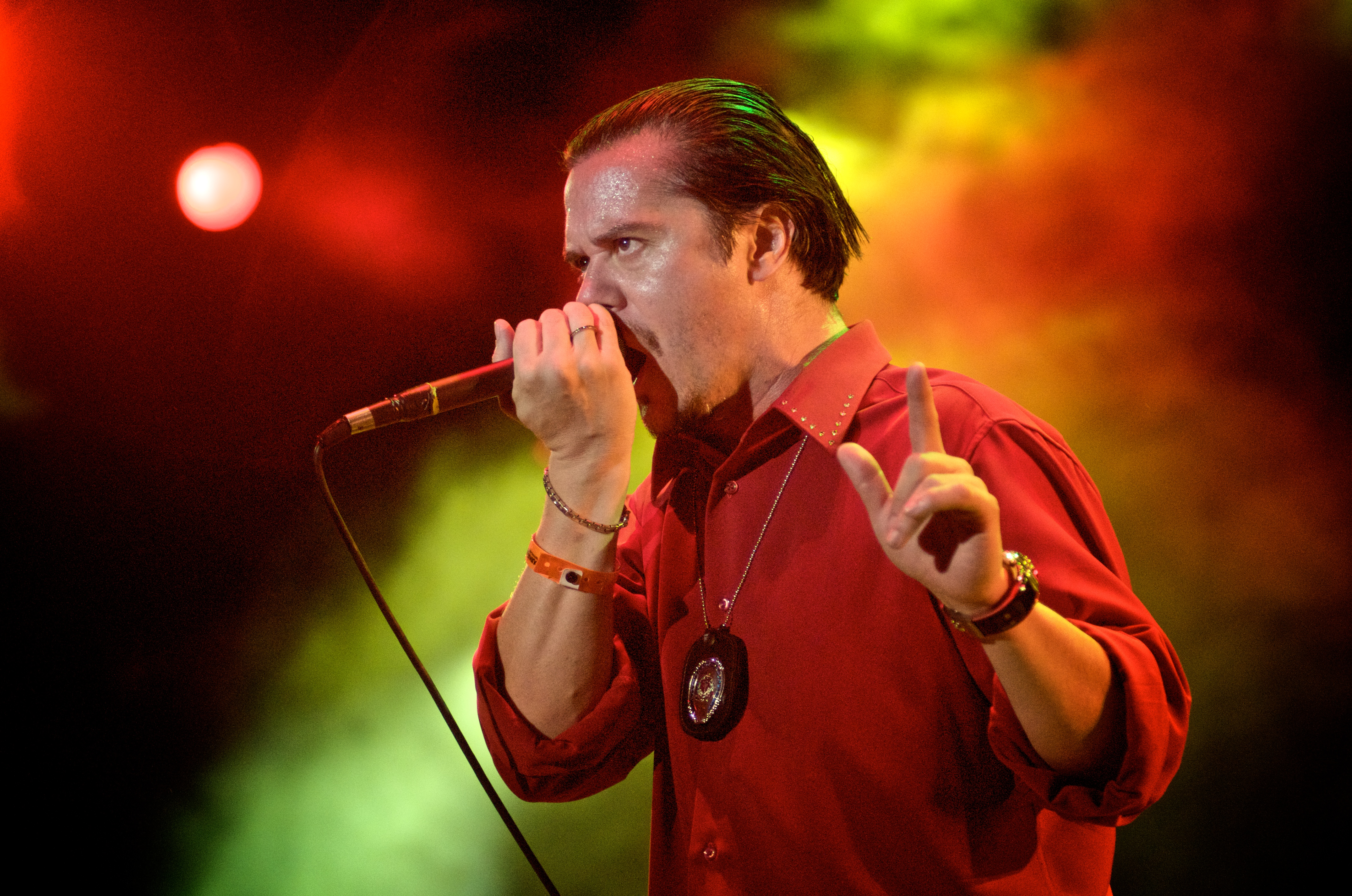
À partir des années 1990, les relations entre Anthony Kiedis et Mike Patton se dégradent.

Avant 1989, les relations entre les Red Hot Chili Peppers et les groupes vus comme leurs « rivaux », car évoluant sur la même scène, sont cordiales. Les membres de Jane's Addiction sont de proches amis, Navarro devenant même le premier choix au remplacement de Frusciante en 1992. Le groupe de funk metal Faith No More participe même à la tournée américaine des Red Hot Chili Peppers entre octobre et décembre 1987,.
En 1988, Faith No More remplace son chanteur Chuck Mosley par Mike Patton, qui maintient également sa place dans le groupe de métal expérimental Mr. Bungle. En 1989, Faith No More enregistre un clip musical pour Epic, second single de The Real Thing (1989), qui provoque l'indignation d'Anthony Kiedis. Le chanteur semble ignoré que ce style mélangeant funk, rap et cheveux longs est une tendance de la Côte ouest des États-Unis qui n’a pas été inventé par son groupe. Néanmoins, il y voit une moquerie de sa personne et de son groupe : « Je le vois sauter de haut en bas, rapper, et on aurait dit que je regardais dans un miroir ». En juin 1990, Kiedis accuse publiquement Patton de plagiat dans une interview pour Kerrang! avant d'ajouter : « Mon batteur dit qu’il va le kidnapper, lui raser les cheveux et couper un de ses pieds. Juste pour qu’il soit forcé de trouver son propre style », indiquant qu'au sein du groupe, le sentiment de Kiedis est au moins partagé par Chad Smith. Le claviériste de Faith No More, Roddy Bottum, lui répond le mois suivant : « Si vous parlez de cheveux longs, de rapper torse nu, alors oui, je peux voir des similitudes. Mais, à part ça, je n'en vois pas d'autres ». Des membres de Mr. Bungle auraient « joyeusement » menacé Kiedis de représailles physiques. À cette époque, Patton ne donne que peu d'importance à Kiedis, s'amusant de la situation et se félicitant de la « publicité gratuite » générée. Les deux chanteurs se seraient même rencontrés, sans accrochage quelconque. Aucun évènement n'alimentera la rivalité pendant 9 ans.
En 1999, l'hostilité entre Kiedis et Patton semble être de l'histoire ancienne. Les tensions sont néanmoins ravivées lorsque les Red Hot Chili Peppers et Mr. Bungle prévoient tous deux la sortie de leurs albums, respectivement Californication (1999) et California (1999), pour le 8 juin 1999. Warner Bros. Records, qui produit les deux albums, décide de reporter la sortie de California pour éviter toute confusion quant aux noms phonétiquement proches. Par l'intermédiaire d'une interview donnée par Mike Patton en octobre 1999, Mr. Bungle accuse également Kiedis d'avoir fait annuler des concerts en festival prévus pour le groupe de métal, dont le Big Day Out en Australie en septembre 1999,. En une même journée, trois festivals informent le manager de Mr. Bungle de l'annulation de leur performances « à la requête des Red Hot Chili Peppers », car l'artiste en tête d'affiche peut contractuellement s'opposé à la programmation d'un autre artiste. Patton juge l'action « pathétique ». Alors que le manager des Red Hot Chili Peppers s'excuse auprès des membres de Mr. Bungle et souligne que John Frusciante, Flea et Smith n'ont pas participé à la manigance, Kiedis nie son implication dans l'annulation des concerts de Mr. Bungle, excepté pour le concert du Big Day Out.
En guise de représailles, les membres de Mr. Bungle parodient grossièrement les Red Hot Chili Peppers durant le concert du 31 octobre 1999 à Pontiac, dans le Michigan. Chaque musicien est déguisé pour incarner un membre des Red Hot Chili Peppers. Le groupe interprète, d'une manière intentionnellement mauvaise, des titres populaires des Red Hot Chili Peppers tout en en modifiant les paroles pour satiriser Kiedis et son groupe. L'ancien guitariste Hillel Slovak et l'acteur River Phoenix, tous deux décédés, sont également représentés et ridiculisés. Entre deux chansons, Trevor Dunn, habillé en Flea, se dirige vers Trey Spruance, incarnant le fantôme de Hillel Slovak, et simule une injection d’héroïne. Patton les interrompt par un « Tu ne peux pas piquer un fantôme ! », se moquant ouvertement du rapport douloureux des Red Hot Chili Peppers avec la dépendance aux drogues dures,.
À ce jour, les tensions entre les deux groupes semblent s'être apaisées. Patton déclare en 2011 n'avoir « plus la moindre idée du sujet initial de la discorde » et pense que, s'il devrait rencontrer Kiedis dans le futur, les deux chanteurs se « salueraient chaleureusement ». Le 1er février 2014, lors d'un concert à New York, les Red Hot Chili Peppers jouent en partie le titre We Care A Lot (1985) de Faith No More,.

### Reconnaissance dans d'autres médias
Dans la quatrième partie de JoJo's Bizarre Adventure, intitulé Diamond Is Unbreakable, le stand de l'un des antagonistes, Akira Otoishi, se nomme « Red Hot Chili Pepper » en référence au groupe. Cependant, pour cause de copyright, l'anime et les jeux vidéo le raccourciront en « Chili Pepper ».
Le studio de développement polonais CD Projekt a glissé de subtiles références aux Red Hot Chili Peppers dans ses jeux vidéo The Witcher 3: Wild Hunt (2015) et Cyberpunk 2077 (2020). Dans le premier, un piment rouge peut être trouvé sous un pont dans le contenu téléchargeable Blood and Wine, un easter egg faisant référence au groupe et au titre Under the Bridge (1991). Dans le second, le personnage de Judy Alvarez présente un tatouage à l'avant-bras se lisant « Underwater where thoughts can breathe easy », des paroles du titre Parallel Universe (1999).

## Membres

### Membres actuels
- Anthony Kiedis - chant (depuis 1982)
- Flea - basse, piano, trompette, chœurs (depuis 1982)
- Chad Smith - batterie, percussions (depuis 1988)
- John Frusciante - guitare, chœurs (1988-1992, 1998-2009, depuis 2019)

### Anciens membres
- Hillel Slovak - guitare, chœurs (1982 puis 1985-1988)
- Jack Irons - batterie, percussions (1982 puis 1986-1988)
- Cliff Martinez - batterie, percussions (1982-1986)
- Jack Sherman - guitare (1982-1984)
- Blackbyrd McKnight - guitare, chœurs (1988)
- D. H. Peligro - batterie, percussions (1988)
- Arik Marshall - guitare, chœurs (1992-1993)
- Jesse Tobias - guitare, chœurs (1993)
- Dave Navarro - guitare, chœurs (1993-1998)
- Josh Klinghoffer - guitare, chœurs (2010-2019)

## Discographie
- 1984 : The Red Hot Chili Peppers
- 1985 : Freaky Styley
- 1987 : The Uplift Mofo Party Plan
- 1989 : Mother's Milk
- 1991 : Blood Sugar Sex Magik
- 1995 : One Hot Minute
- 1999 : Californication
- 2002 : By the Way
- 2006 : Stadium Arcadium
- 2011 : I'm with You
- 2016 : The Getaway
- 2022 : Unlimited Love
- 2022 : Return of the Dream Canteen